# Marc Márquez
Marc Márquez Alentà (n. 17 februarie 1993, Cervera, Catalonia, Spania) este un pilot moto spaniol. Este unul din cei patru piloți care au câștigat titlul de campion mondial în trei categorii diferite, după Mike Hailwood, Phil Read și Valentino Rossi. A câștigat 8 titluri mondiale, în 2010 (clasa 125cc) și 2012 (clasa Moto2), dar cele mai importante sunt titlurile de la clasa MotoGP din anii 2013, 2014, 2016, 2017, în 2018 și 2019. Spaniolul Marc Marquez a devenit în 2013, cel mai tânăr campion mondial din istorie la MotoGP la vârsta de 20 de ani și 266 de zile. El a doborât recordul americanului Freddie Spencer, campion mondial în 1983, la vârsta de 21 de ani și 258 de zile. În anul 2014, a câștigat 10 runde consecutive din tot atâtea disputate, primele din sezonul 2014 și cu un total de 13 succese din acest sezon, cele mai multe din istoria unui sezon la principala clasă. Tot în acest an, Marc Marquez, devenise cel mai tânăr dublu campion mondial din istorie, la MotoGP la nici 22 de ani. În 2016, Marc a câstigat Marele Premiu al Japoniei și și-a asigurat titlul pentru a 3-a oara la MotoGP. Marc Marquez, campion mondial la MotoGP pentru a patra oară în carieră după o cursă plină de surprize. Plecat din pole position, Marquez (24 de ani), pentru care o clasare pe locul 11 era suficientă pentru a obține titlul, a profitat de abandonul lui Dovizioso, când mai erau cinci tururi din cursă. Marc Márquez a devenit campion mondial pentru a 5-a oara la clasa regină și pentru a 7-a oara în întreaga lui carieră la MotoGP după ce a câștigat în Japonia cu 3 curse înainte de sfârșitul campionatului.

## Cariera

### 125cc
În anul 2008, a participat la clasa 125cc pe motocicleta KTM al echipei Repsol KTM 125cc și a participat în 13 curse, a terminat o dată pe podium și a adunat 63 de puncte. A sfârșit în primul lui sezon pe poziția a 13-a în clasamentul general. Márquez a debutat în campionat la 13 aprilie 2008 la Grand Prix-ul din Portugalia, la 125cc, la vârsta de 15 ani și 56 de zile. Primul podium din cariera lui Marc a fost în Marea Britanie pe circuitul Donington Park în această clasa, 125cc. Singura cursă unde a mai fost aproape de podium s-a întâmplat în San Marino, unde a terminat pe locul 4. În sezonul de debut al lui Marquez, s-a retras în 4 curse.
În anul 2009, tot pe motocicleta KTM a participat, al echipei Red Bull KTM Motosport la clasa 125cc, a participat în 16 curse, a terminat o dată pe podium și a strâns 94 de puncte. A terminat pe poziția a 8-a în clasamentul general. Pentru 2009, în calitate de șofer KTM din fabrică, la Grand Prix-ul din Franța a obținut primul pole position din carieră la vârsta de 16 ani și 89 de zile. Acesta nu a fost singurul pole position din acest sezon, în Malaezia a obținut cel de-al doilea, dar și ultimule pole din acest sezon, totuși un mic progres față de primul sezon din cariera lui. În 2008, Marc a obținut doar un pole position, iar în 2009, două. În comparație cu primul sezon, n-a progresat la podiumuri, terminând tot doar o dată, pe locul 3 în Spania (Jerez). Primul tur rapid într-o cursă a avut loc în acest an, în Catalonia, unde a terminat cursa pe locul 5. Mai multe pole position, un tur rapid într-o cursă și o clasare mai bună în clasamentul general este bilanțul lui Marc după doi ani.

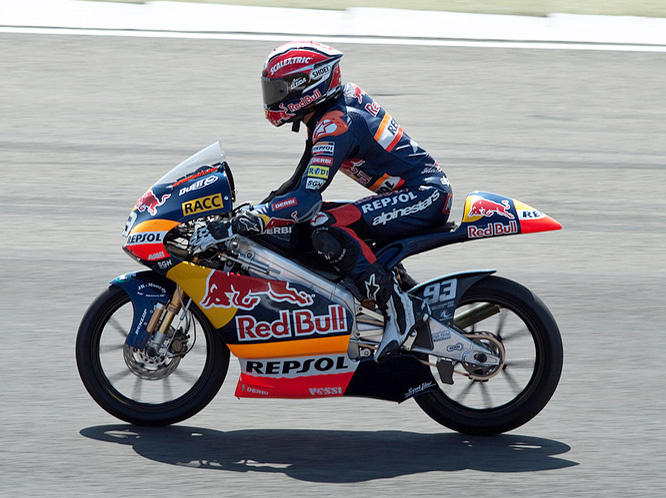
Marquez în cursa din Olanda 2010

Anul 2010 reprezintă și schimbarea motocicletei, unde a trecut la Derbi, cu aceeași echipă din 2009, din 17 curse, a câștigat 10 curse, de 12 ori a fost pe podium și a adunat 310 puncte. A terminat sezonul pe prima poziție, fiind declarat campion mondial la clasa 125cc pentru prima dată în cariera lui. Prima sa victorie a avut loc la 6 iunie 2010 la Mugello. Celelalte victorii au avut loc în Marea Britanie, Olanda, Catalonia, Germania, San Marino, Japonia, Malaezia, Australia și Portugalia. Dintre aceste victorii de 7 ori a plecat din pole position. În 8 curse din 17, a avut și cel mai rapid tur. Cea de-a cincea victorie consecutivă la Sachsenring a fost cea de-a 100-a victorie a lui Derbi în cursele Grand Prix, iar Márquez a devenit primul sportiv de la Valentino Rossi din 1997, undea câștigat cinci curse succesive în 125cc. El a avut mai puțin succes în următoarele curse, coborând pe locul trei în clasament la un punct după Nicolás Terol și Pol Espargaró după ce a fost implicat într-un accident cu Randy Krummenacher la primul viraj al Marelui Premiu al Aragonului. După accidentul din Aragon, au urmat 4 victorii consecutive, prim fiind cea de la Motegi și ultima la Estoril, în Portugalia. La Estoril, cursa a fost marcată cu roșu din cauza ploii, cu Márquez alergând al doilea la Terol. Când s-a întors la grila la cea de-a doua cursă, Márquez a căzut în turul de observare și a trebuit să se întoarcă la boxe. Cu reparații, Márquez a pornit în spatele tuturor piloților, fără a fi scos pe pistă, înainte să se închidă cu cinci minute înaintea startului cursei. Cea de-a zecea victorie a sezonului l-a făcut să intre într-una din cele care au legat recordul stabilit de Rossi în 1997. Campionatul s-a decis în ultima etapa, unde avea un avans de 17 puncte în fața lui Terol. Deși a plecat din pole position, Marc n-a câștigat cursa, dar a putut deveni campion mondial deoarece Terol a terminat doar pe locul 3 și n-a recuperat punctele de care avea nevoie in fața lui Marc. El a devenit al doilea cel mai tânăr campion mondial dupa Loris Capirossi.

### Moto2

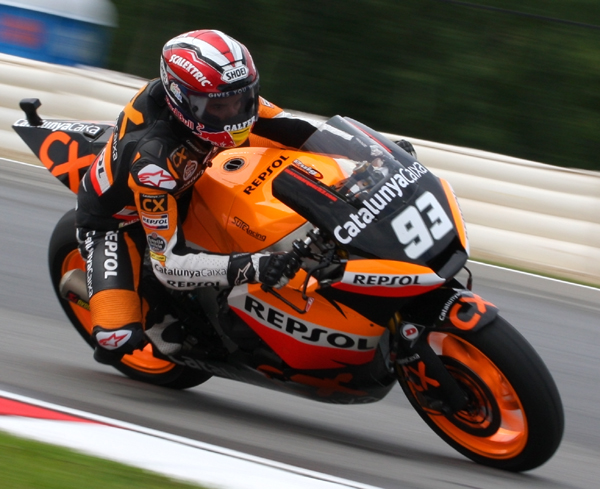
Marquez în 2011 Grand Prix din Republica Cehă.

Trecerea la Moto2 în anul 2011, pe motocicleta Suter MMXI ca singurul pilot al noii echipe Team CatalunyaCaixa Repsol, condusă de managerul său, Emilio Alzamora a contat pentru viitorul lui Marc. A participat în 15 curse, 7 le-a câștigat, de 11 ori a fost pe podium, în două curse a avut cel mai rapid tur și a adunat 251 de puncte, terminând sezonul pe locul 2 în clasamentul general. El a terminat pe locul 21 în Portugalia, înainte de a câștiga prima sa cursă în acesta clasă la Marele Premiu al Franței. În cursa de origine din Catalonia, Márquez a terminat al doilea în spatele lideruluji campionatului, Stefan Bradl, Primul pole position a fost în Marea Britanie, însă din păcate s-a retras în turul 7. După doar 6 etape, Bradil se afla la peste 50 de puncte în fața lui Marc în clasmentul general. Poate ca cel mai important lucru din acest campionat pana aici a fost la Marele Premiu al Australiei, Márquez a fost implicat într-un incident cu Ratthapark Wilairot în timpul practicii libere; Márquez s-a prăbușit în spatele lui Wilairot după încheierea ședinței și pentru că a condus într-o manieră "iresponsabilă", i s-a dat o pedeapsă de un minut în timpul său de calificare. Datorită pedepsei primite de Marc, a trebuit să plece în cursă de pe ultimul loc (38), însă a avut parte de o magie din partea lui. A terminat cursa pe locul al 3-lea cu o recuperare cum rareori vezi așa ceva. Înainte de Marele Premiu al Malaeziei, Márquez a confirmat că va rămâne în Moto2 pentru sezonul 2012, după zvonurile despre o mutare în clasa MotoGP. Cursa de weekend a lui Márquez a fost îngrădită în minutele de deschidere a primei sesiuni de liberă practică, în timp ce el sa prăbușit pe pistă. După două sesiuni de antrenamente, Márquez a terminat două tururi în sesiunea de calificări, însă timpul său era suficient de bun pentru locul 36 pe grilă. El nu a început cursa, deoarece Marc a eșuat la un examen medical înainte de încălzire în dimineața cursei. Márquez a participat la cursa finală a sezonului din Valencia, în speranța de a fi în stare să concureze, dar s-a retras din cauza problemelor sale de vedere, dând lui Bradl titlul.
În 2012, Marc a câștigat titlul, după primul sezon la Moto2 eșuat din cauza problemelor medicale, mai exact, cele din cauza vederii slabe după un accident. A participat în 17 curse, 9 dintre le-a câștigat, de 14 ori a fost pe podium și a strâns în total 328 de puncte. A fost prima dată când a ieșit campion mondial la această categorie, Moto2. Pilotul spaniol Marc Marquez (Suter) a devenit campion mondial la Moto2, după ce a ocupat locul trei la Grand Prix-ul Australiei, câștigat de compatriotul său Pol Espargaro (Kalex), în fața australianului Anthony West (Speed Up), duminică, pe circuitul Phillip Island. Marquez, avea 19 ani și mai are un titlu mondial în palmares, la 125 cc, în 2010. Marc Marquez este al cincilea pilot spaniol care se impune în clasa intermediară, după Sito Pons (1988 și 1989), Dani Pedrosa (2004 și 2005), Jorge Lorenzo (2006 și 2007) și Toni Elias (2010).El a câștigat ultima sa victorie în clasament la Marele Premiul al Valenciei, ultimul eveniment al sezonului, deși a început de pe locul 33 pe grilă. Această performanță, care presupunea depășirea a 20 de biciclete doar în primul tur, a însemnat cea mai mare revenire în istoria sportului. Rezultatul lui Márquez a fost suficient pentru a da lui Suter titlul constructorilor pentru această clasă. 

### MotoGP

#### 2013

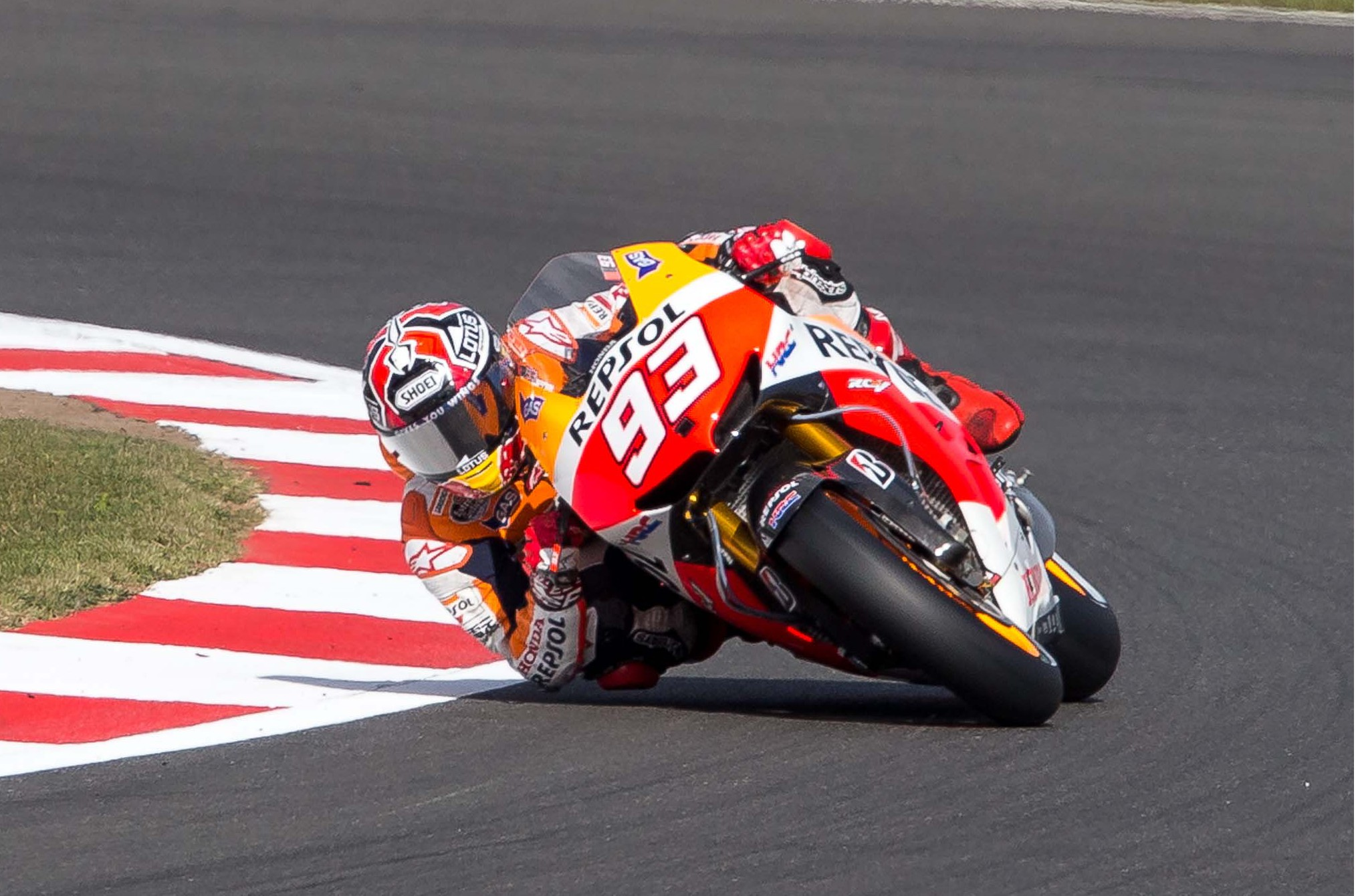
Márquez în 2013 British Grand Prix.

A fost și cel mai important an al lui, a participat pe motocicleta Honda RC213V cu echipa Repsol Honda Team. A participat în 18 curse, pe 6 le-a câștigat și de 16 ori a urcat pe podium, a adunat 334 de puncte, iar pentru prima dată a fost declarat campion mondial la categoria MotoGP.
Márquez a început sezonul 2013 puternic cu un podium în Qatar. Chiar dacă a terminat pe locul 3, Marquez n-a avut deloc parte de o cursă grozavă la început. Pedrosa a pornit ca din tun, urcând pe locul secund în primele viraje, la capătul cărora campionul de la Moto 2 a căzut până pe locul 8. Totuși, Marquez a trecut apoi de Andrea Dovizioso și de Cal Crutchlow, recuperând o parte din terenul pierdut.
La mijlocul turului 11, Marquez s-a implicat într-un duel direct cu coechipierul Dani Pedrosa, moment în care italianul Valentino Rossi a apăsat tare pedala de accelerație, în căutarea unei victorii nescontate la revenirea în șaua Yamaha. El pornise în cursă de pe locul 7, iar startul excelent al lui "Il Dottore" a fost anulat de o greșeală în debut, care l-a scos mult în exteriorul circuitului. Cursa a continuat să fie foarte aprinsă, de la start până la finish. Unul dintre cele mai interesante evenimente s-a petrecut în turul al 17-lea, când Marquez a trecut de Dani Pedrosa, lăsându-l pe acesta într-un duel deschis cu Cal Crutchlow și Valentino Rossi. În tururile 19 și 20, experiența la vârf a lui Rossi și-a spus cuvântul, acesta reușind să treacă de Marquez și Pedrosa în stil de mare campion. Rossi a ieșit în fața lor cu doar 0.200 secunde, iar Marc Marquez a devenit primul debutant care reușește un podium la întâia sa cursă de Moto GP, după 22 de tururi.
În doar cea de-a doua sa cursă în clasa MotoGP, Marquez a plecat din pole-position în Texas, dar a fost rapid depășit de Dani Pedrosa. Marquez a revenit în cea de-a 13-a tură de circuit și nu a mai pierdut conducerea până la finalul celor 21. Victoria l-a adus pe Marc Marquez la egalitate cu Jorge Lorenzo, în fruntea clasamentului, ambii având 41 de puncte, spaniolul obținând un podium la debut. În vârstă de 20 de ani și 63 de zile, Marc Marquez a câștigat cursa, performanța lui Marquez o întrece pe cea a americanului Freddie Spencer, cel care avea 20 de ani și 196 de zile atunci când s-a impus în Marele Premiu al Belgiei, în 1982.  După un duel de senzație cu Jorge Lorenzo, Marc Marquez a încheiat pe locul al doilea, iar Honda a reușit "dubla". Marquez și Lorenzo chiar s-au ciocnit, pe ultimii metri ai cursei, iar primul i-a luat fața pilotului care a pornit din pole position pentru a doua oară în acest nou sezon al Campionatului Mondial de motociclism viteză din a treia etapă în Marele Premiu al Spaniei, disputat la Jerez de la Frontera. În a patra etapă, Marquez a pornit din pole position, dar nu a reușit să fructifice prima poziție pe grilă, ajungând aproape de jumătatea plutonului după câteva viraje. Marc Marquez a făcut o cursa de recuperare foarte bună, campionul clasei Moto2 reușind să atingă pe finalul cursei un ritm foarte bun, superior competitorilor. Astfel, Marquez a reușit să îl depășească pe Dovizioso și a prins ultima treaptă a podium-ului. Pentru Marquez, etapa a patra a însemnat totodată și depășirea recordului în privința clasărilor consecutive pe podium la debutul la clasa mare. Spaniolul rulează foarte bine, este cert surpriza acestui început de an, consecvența și adaptarea rapidă reprezentând doar câteva atuuri care au cântărit enorm în evoluția de excepție de la începutul anului. La Mugello, din păcate pentru Marquez, cu trei tururi înainte de final, a pierdut controlul motocicletei, iar Cal Crutchlow a reușit astfel să urce pe ultima treaptă a podium-ului. Motomondialul a câștigat un nou pilot, Marc Marquez, spaniolul impresionând încă o dată în pofida căzăturii.
În Catalunya, un start bun a avut și Marc Marquez, care a plecat de pe poziția a șasea și, după doar câteva secunde, a ajuns pe trei, în spatele lui Pedrosa. De altfel, podiumul a fost stabilit încă de la debutul cursei. Lorenzo, Pedrosa și Marquez s-au desprins de pluton și au rămas în frunte până la finish. Marquez a stat lipit de Pedrosa toată cursa și, spre final, a încercat mai multe atacuri. În ultimul dintre ele a fost nevoit să frâneze în curbă, ca să evite o atingere, ceea ce i-a destabilizat motocicleta și l-a făcut să piardă câțiva metri. „Am vrut să-l atac pe Dani, am făcut-o în locul nepotrivit, am greșit, dar sunt foarte mulțumit de locul obținut“, a declarat Marquez imediat după cursă. Dani Pedrosa s-a apărat foarte bine și nu l-a lăsat pe coechipierul său să-l depășească. În Olanda, Marc Marquez și-a rupt un deget după ce a căzut destul de tare în antrenamentele de la Assen dar în cursă nu a dezamăgit și a terminat pe podium, ocupând locul al doilea, în spatele italianului Rossi. În Sachsenring, Marc a câștigat după ce a plecat din pole position. Dani Pedrosa și Lorenzo n-au participat în această etapă deoarece au fost accidentați, iar podiumul a fost completat de Cal Crutchlow la 1,5 secunde de Marquez și de Valentino Rossi. Cursa de la Laguna Seca se termină cu bine pentru Marc, care câștigă această cursă în fața lui Stefan Bradl la 2.2 secunde și Marquez intră în pauză de vară leader, realizând până în acest moment o jumătate de sezon de vis, campionul Moto2 finalizând pe podium în opt din nouă curse, doar în cursa de la Mugello semnând un abandon în momentul în care era pe un loc de podium.Marc Marquez, plecat din pole-position, a avut parte de un start slab și a fost depășit imediat de către Jorge Lorenzo și de către Dani Pedrosa. Tânărul de la Repsol Honda a reușit însă să țină aproape și, cu 18 tururi înainte de final l-a depășit pe colegul său. După alte trei tururi a trecut și de Lorenzo, moment în care a urmat o cursă solitară în frunte, victoria revenindu-i fără probleme. Lupta pentru locul doi s-a dat până spre final, Pedrosa reușind să-i fure a doua treaptă a podiumului lui Lorenzo.
Marc Marquez, liderul clasamentului mondial, a câștigat cursa de MotoGP disputată duminica pe circuitul de la Brno. Ibericul s-a impus după un duel superb cu doi conaționali: Dani Pedrosa și Jorge Lorenzo. Marquez, care și-a dislocat umărul în warm-up cu doar câteva ore înainte de start, a tras tare toată cursa și a rămas la doar câțiva metri față de Lorenzo. Cu numai trei tururi înainte de final, a început bătălia pentru prima poziție. L-a depășit pe Lorenzo, a fost depășit, l-a depășit din nou, dar n-a reușit să-și mențină prima poziție și a terminat pe doi. Ca de obicei, Marquez a terminat cursa cu zâmbetul pe buze. La Misano deși a plecat din pole pisition, în cursă locul doi revenind liderului Campionatului Mondial, Marc. La Aragon, Márquez a pornit din pole position pentru a șaptea oară în 2013. Din nou Márquez a pierdut conducerea după Lorenzo, în primul corner, iar cursa a terminat-o pe prima poziție. Cu 4 runde până la finalul sezonului de MotoGP, Marquez avea 39 de puncte avans față de rivalul de la Yamaha, Lorenzo. Marc pleacă din pole la Sepang și termină cursa pe locul doi, după Dani Pedrosa. După calificările de sâmbătă, cei de la Bridgestone au anunțat că nu pot garanta siguranța pneului spate după mai mult de 10 ture. Astfel, organizatorii au impus schimbarea motocicletei la jumătatea întrecerii australiene, fapt ce a produs neplăceri mai multor echipe. Marc Marquez a întârziat acest schimb cu un tur, iar oficialii Motomondialului au decis să-l descalifice pe spaniol din cursă. Jorge Lorenzo s-a impus în cursa MotoGP din Japonia în fața lui Marc Marquez și a lui Dani Pedrosa, care au ocupat următoarele trepte ale podiumului. Spaniolul Marc Marquez (Honda) a cucerit, duminică, titlul mondial în Campionatul Mondial de Motociclism viteză, clasa MotoGP, chiar la capătul sezonului de debut. Ibericul a terminat pe locul al treilea în Marele Premiu al Valenciei, ultimul din sezon și a devenit cel mai tânăr campion din toate timpurile, la vârsta de 20 de ani și 266 de zile. Marquez l-a depășit, astfel, pe americanul Freddie Spencer, care deținea acest record încă din 1983 (21 de ani și 258 de zile). De 35 de ani nu s-a mai întâmplat ca un debutant să câștige titlul mondial la primul sezon în care face pasul la clasa regină. Alți trei piloți au mai reușit această performanță: Leslie Graham (1949), Umberto Masetti (1950) și Kenny Roberts (1978). Cursa de la Valencia a fost câștigată de Jorge Lorenzo (Yamaha), care a fost urmat de Dani Pedrosa (Honda), însă laurii au fost cuceriți de al treilea clasat, Marc Marquez, plecat din pole position în cursa de duminică.

#### 2014

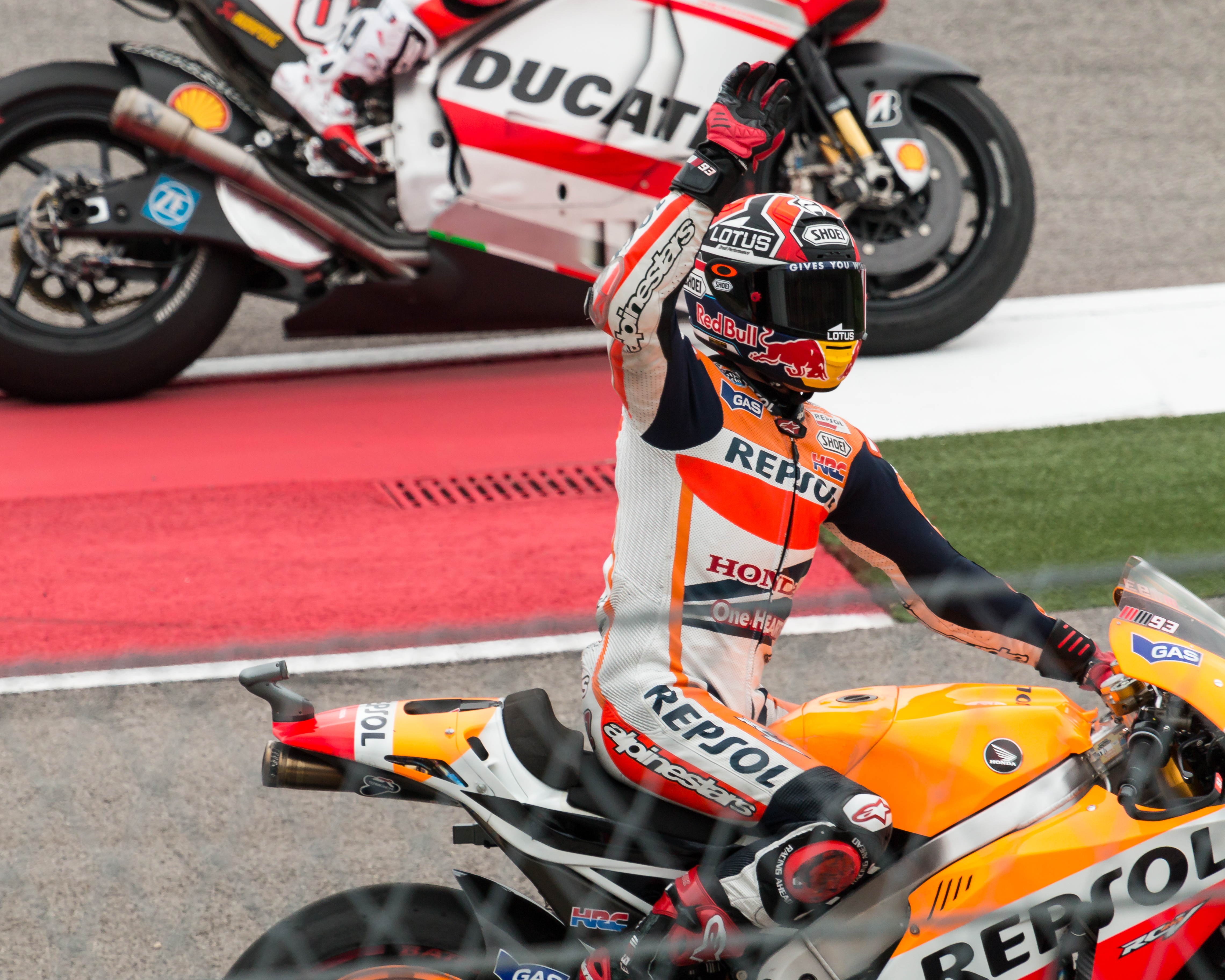
Marquez după cursa câștigată în anul 2014 Grand Prix din America.

După ce a devenit cel mai tânăr campion mondial în 2013, anul 2014, a fost încă unul de succes la cea mai mare categorie, tot pe aceeași motocicletă și cu aceeași echipă ca în 2013. A participat în 18 curse, 13 le-a câștigat și a fost de 14 ori pe podium, adunând 362 de puncte, mai multe față de anul 2013 și a fost declarat pentru a II-a oară consecutiv, campion mondial la categoria MotoGP. După un duel fascinant între pilotul echipei de uzină Repsol Honda și multiplul campion mondial, Valentino Rossi, Marquez a reușit să debuteze în sezonul MotoGP 2014 cu o victorie. Rossi și-a adjudecat locul al doilea, iar Dani Pedrosa, care s-a ținut constant, în ultima jumătate a cursei, în urma primilor doi clasați, a ocupat treapta a treia a podiumului. Marquez s-a impus pentru a patra oară în Statele Unite și pentru a doua oară consecutiv în Texas. Spaniolul a fost mai rapid decât Dani Pedrosa cu peste 4 secunde. Andrea Dovizioso a completat podiumul și a obținut cel mai bun rezultat din carieră alături de constructorul Ducati. Pentru Yamaha, coșmarul s-a prelungit până în ultimul viraj. Jorge Lorenzo a furat startul, a fost penalizat cu o trecere pe la boxe și a încheiat al 10-lea. Valentino Rossi, fără niciun fel de penalizare, a fost al 8-lea, la 45 de secunde și jumătate în spatele învingătorului. Marquez a plecat din pole în Argentina și a câștigat cursa la 1.8 secunde în fața locului doi, colegul său Dani Pedrosa. În următoarele curse a plecat din pole și le-a câștigat pe toate: Jerez, Le Mans și Mugello. Singura diferență între ultimele trei și cea din Catalunia este că Marc a plecat de pe locul 3, dar cursa tot de el a fost câștigată în fața lui Valentino Rossi, care a ocupat locul 2 și Dani Pedrosa, care a plecat din pole position. Următoarea "stație" a fost cea din Assen, unde deși nu a plecat din pole position, a câștigat la o distanță mare față de ocupantul locului doi, Andrea Dovizioso, 6,7 secunde. În Germania, Marquez a câștigat din nou cursa, după ce a plecat (din nou) din pole și a devenit astfel cel mai tânăr motociclist care reușește să câștige nouă curse la rând. 
Dani Pedrosa a avut o nouă cursă anostă, fiind departe de podium. Rossi și Lorenzo au dat tot ce au putut în duelurile roată la roată cu Marquez, însă liderul campionatului a etalat încă o dată gama de calități de care tot mai puțini s-ar putea îndoi: suveran în disputele strânse, calculat în gestionarea avansului. Marele Premiu al Cehiei la MotoGP s-a terminat cu surprize. După un start mai slab, campionul mondial, Marc Marquez a pierdut prima sa cursă în acest sezon. Acesta nu a prins nici măcar un loc pe podium, clasându-se pe locul patru, pentru prima dată în ultimele două sezoane. Până la această etapă, Marquez câștigase primele 10 curse ale sezonului, plecând de nouă ori din pole position.  După ce a ratat victoria dar și podiumul din cursa trecută, n-a uitat că în etapele precedente a plecat din prima pozitie și a câștigat și aici la Silverstone. La Misano, Marc a plecat de pe locul 4, dar din păcate a terminat doar pe locul 15 după o căzătură .
La Aragon, în primele trei tururi, Andrea Ianonne și Valentino Rossi au căzut, astfel că în fruntea cursei au rămas Marc Marquez, Dani Pedrosa și Lorenzo. Cei trei s-au succedat la conducere până când a început ploaia. Lorenzo a fost primul dintre cei trei care a intrat să schimbe motociclete, iar alegerea s-a dovedit una inspirată. Marquez și Pedrosa au întârziat tururi bune și amândoi au căzut pe zone de frânare. Chiar dacă au putut continua, Marquez a încheiat al 13-lea, iar Pedrosa al 14-lea. După ce a încheiat pe doi cursa de la Motegi, Marele Premiu al Japoniei, spaniolul și-a apărat astfel cu succes titlul cucerit sezonul trecut la clasa regină. Marquez a avut un început de sezon fabulos, cu zece victorii consecutive în primele zece etape. În total, a avut 11 succese în 15 etape, plus locul doi din Japonia, strângând 312 puncte și fiind încoronat campionul lumii a doua oară consecutiv. În primele tururi, Marc Marquez s-a îndepărtat de grupul ce îi avea în componență pe Lorenzo, Bradley Smith și Rossi. Marquez a continuat să se distanțeze până în turul 18, când a căzut în acul de păr MG și s-a retras. Motocicletele lui Lorenzo și Rossi au avut probleme în abordarea ultimului viraj al circuitului, astfel încât ieșiri mai largi i-a costat pe cei doi în duelurile individuale cu Marquez. Controlul fantastic al lui Marquez și studiul traseelor adversarilor cu o rigurozitate aproape științifică l-au adus pe primul loc. De aici încolo, cursa a fost sub controlul spaniolului, acesta dictând ritmul după bunul său plac. În frunte, Marquez îl ținea în frâu pe Rossi, iar ori de câte ori italianul schița cel mai mic semn de atac, spaniolul răspundea instantaneu semnelor date de riderul de la Yamaha. Marc Marquez a câștigat cursa MotoGP de la Valencia și a stabilit un nou record al competiției: 13 victorii într-un sezon. Marquez a luat startul de pe locul al cincilea al grilei, cel mai slab rezultat al său din 2014, însă în primul viraj a urcat pe locul 3.

#### 2015

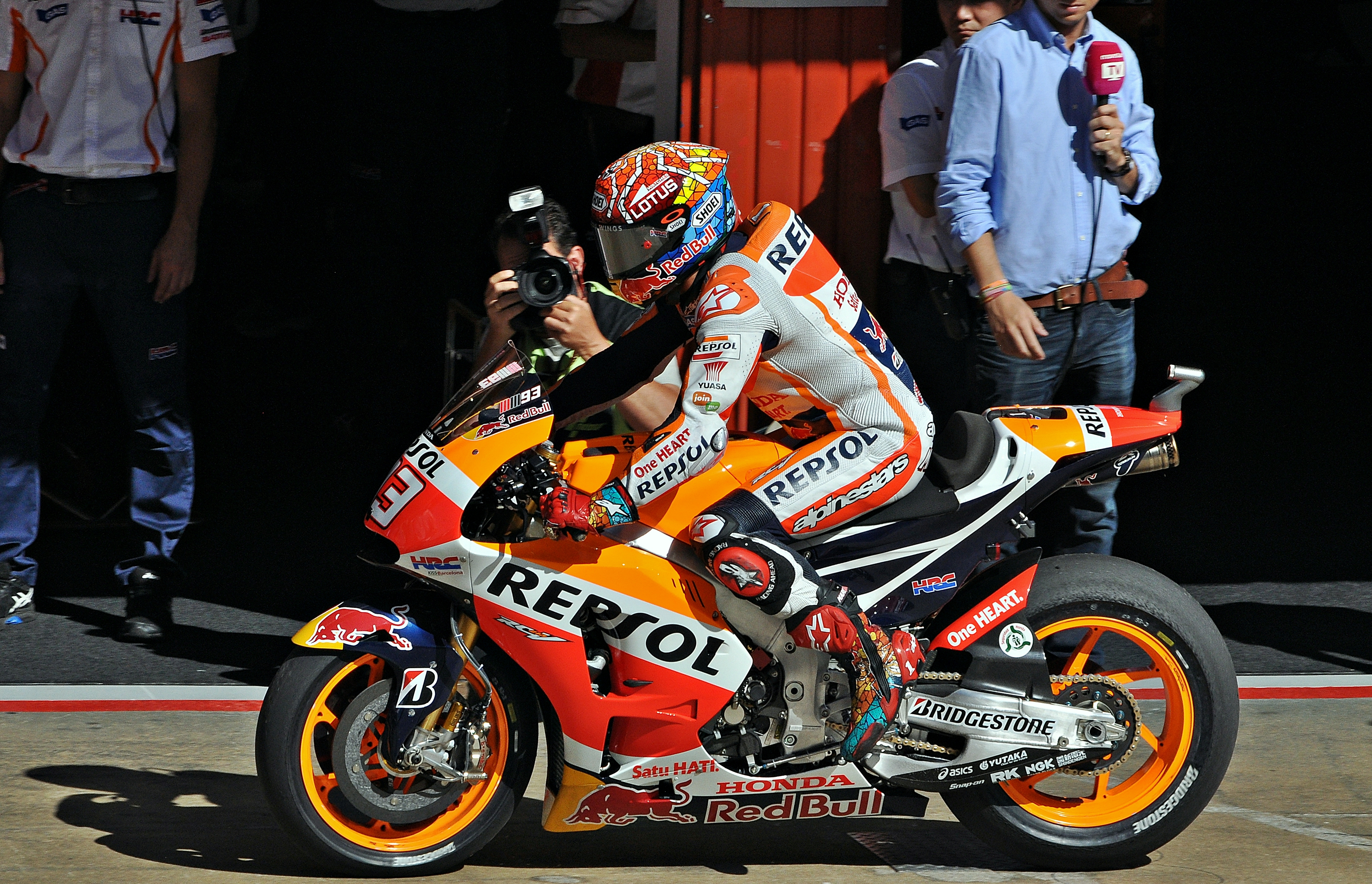
Márquez at the 2015 Catalan Grand Prix.

Anul 2015 nu a fost unul reușit, deși a terminat sezonul pe podium, pe locul 3. A concurat în 18 curse, doar 5 câștigate și de 9 ori pe podium, acumulând 242 de puncte, cel mai slab sezon la MotoGP și în același timp la fel de prost ca în 2009, însă atunci era la doar al doilea sezon din carieră la categoria 125cc. În același an a rupt prietenia și cu idolul său, Valentino Rossi după multe căzături în duelul lui cu italianul și acuze din partea ambilor.
Marc Marquez a avut probleme după start, dar a recuperat și, după ce a fost în coada plutonului, a încheiat pe poziția a cincea. Marquez a obținut prima victorie a sezonului în Moto GP. La fel ca în sezoanele anterioare, campionul mondial Marc Marquez a dominat week-endul din Texas și a obținut cea de-a opta victorie pe pământ american, a șasea la MotoGP. După start, Marquez a primit o primă replică din partea lui Valentino Rossi și Andrea Dovizioso. Totul a durat doar câteva tururi, iar, după cea și-a adus pneul față la temperatura optimă, Marquez a evadat. El a fost urmat pe podium de Dovizioso și Rossi. Marquez a căzut în a treia etapă desfășurată în Moto GP din Argentina. În ultimele trei tururi, veteranul de 36 de ani l-a prins din urmă pe campionul mondial, dar pe una dintre perioadele de frânare cei doi s-au atins de nu mai puțin de două ori. Marquez a căzut de pe motocicletă și nu a punctat pe pista argentiniană. Spaniolul Jorge Lorenzo (Yamaha) a câștigat Marele Premiu al Spaniei la clasa MotoGP, a patra etapă a Campionatului Mondial de Motociclism Viteză, disputat, duminică, pe circuitul de la Jerez, informează Mediafax. Ibericul a reușit al 34-lea succes din carieră la MotoGP. Următorii clasați au fost Marc Marquez (Honda), tot din Spania, și italianul Valentino Rossi (Yamaha), din Italia. În Franța, Marc Marquez a făcut spectacol la Moto GP. Așa cum era de așteptat, poleman-ul etapei cu numărul 5, cea de la Le Mans, s-a duelat până în ultimul tur cu un pilot Ducati: Andrea Iannone. Din păcate pentru campionul mondial en titre, lupta a fost pentru locul 4, Marquez încheind și acest Grand Prix în afara podiumului.  Incredibil a fost însă startul luat de Marc Marquez. La finele calificărilor, campionul en titre a obținut doar locul al 13-lea pe grilă, marcând cea mai slabă clasare a sa de când a venit în clasa mare. Și totuși, după nici 2 tururi, Marquez se regăsea pe un neașteptat loc secund, după Lorenzo. Duelul incredibil cu piloții Ducati s-a transformat însă în eșec cu 5 tururi înainte de final, Marquez ieșind în decor de pe locul 3, din urma lui Iannone. O nouă cursă fără puncte îl trimite astfel pe Marquez pe locul 5 la general, cu aproximativ jumătate din punctele strânse deja de liderul Rossi. Lorenzo a câștigat fără drept de apel cursa Moto GP din Catalunya. Campionul mondial en-titre, Marc Marquez, a abandonat după trei tururi, după ce a negociat greșit un viraj și a căzut cu motocicleta sa în afara pistei.
Valentino Rossi (Yamaha) a câștigat Marele Premiu al Olandei la MotoGP, după un final extrem de strâns, în care s-a duelat roată la roată cu Marc Marquez (Honda), campionul ultimelor două sezoane. Italianul și-a recăpătat prima poziție cu 3 tururi înainte de final, când l-a depășit frumos pe Marc Marquez. Cu doar câteva zeci de metri înainte de finiș, spaniolul a încercat un ultim atac, dar nu a reușit decât să-i schimbe traiectoria lui Rossi, care a "tăiat" ultimul viraj și a trecut linia de sosire pe o roată. Spaniolul Marc Marquez a câștigat Marele Premiu al Germaniei la MotoGP. Campionul mondial a obținut, astfel, a doua victorie a sezonului, pe un circuit unde a fost imbatabil încă din 2010. Marquez poate fi încoronat oricând rege cu drepturi depline. Deloc saxon, campionul iberic și-a câștigat coroana în luptă dreaptă. Duminică, Marquez a obținut a 6-a victorie consecutivă pe circuitul german, a 3-a de când a venit la clasa mare.  Marc Marquez (Honda) a câștigat cea de-a 10-a etapă a CM de Motociclism după un duel epic cu Jorge Lorenzo (Yamaha), care a încheiat pe locul doi cursa. Pe 3 s-a clasat liderul clasamentului mondial, Valentino Rossi (Yamaha). Pilotul spaniol a plecat din pole-position. A fost pentru a 5-a oară în acest sezon când Marc a plecat primul. N-a fost o cursă la discreția campionului mondial en-titre însă. Lorenzo i-a luat rapid fața și a urmat o cursă în doi pentru prima poziție. Duelul spaniol a fost câștigat de Marquez, care l-a depășit pe Lorenzo și și-a păstrat primul loc până la final. De când Marquez concurează la MotoGP, a participat la 7 curse în SUA, 3 în Austin, 3 la Indianapolis și una la Laguna Seca, iar Marc le-a câștigat pe toate! Lorenzo a plecat din pole-position și a ales inspirat pneurile. A condus de la start până la sosire, iar diferența dintre el și Marquez a fost de 4 secunde și 4 zecimi. Rossi a câștigat a 4-a sa cursă din acest sezon și s-a distanțat la 12 puncte de urmăritorul său, spaniolul Jorge Lorenzo, clasat doar pe locul 4, în condițiile în care Marc Marquez a căzut din nou și a abandonat în turul 13, pe când ocupa locul 2.
Odată cu startul celor 28 de tururi, au apărut și primele picături de ploaie. În timp ce la vârf Lorenzo se lupta să își păstreze poziția de lider, în fața lui Marquez sau Rossi, în pluton au apărut primele căzături. Turul 7 a marcat astfel primele intrări la boxă, și cum în motomondial nu ai voie să schimbi cauciucurile slick cu cele de ploaie, pur și simplu se sare pe motocicleta de rezervă. Ieșirea pe circuit s-a făcut în aceeași ordine, însă pe o pistă udă Marquez l-a depășit rapid pe Lorenzo. Ploaia a ținut însă numai 10 minute, iar pista deosebit de caldă s-a uscat imediat. Primii care au revenit pentru a lua motocicletele cu care plecaseră din grilă au fost și cei care au avut cel mai mult de câștigat. Jocul nervilor între primii trei a ținut până când Marc Marquez le-a cedat deliberat pozițiile, după care a intrat să schimbe din nou motocicleta. Lorenzo l-a urmat, de pe locul 2, în timp ce Valentino Rossi a rămas lider cu cauciucurile de ploaie aproape terminate. Cacialmaua Doctorului a funcționat, Lorenzo abandonând prima oară în carieră pe pista din San Marino. Rossi a schimbat mai apoi, pentru a încheia pe 5, însă ceea ce pare o bătălie pierdută este în fapt un război câștigat. Avansul său la general a crescut la 23 de puncte, cu 5 etape înainte de final. Victoria pe Misano Adriatico i-a revenit lui Marc Marquez, care ajunge astfel la cota 4 GP-uri câștigate în 2015, la fel ca și Valentino. Marele Premiu din San Marino a produs mai multe statistici în premieră: a fost prima cursă în care s-au schimbat de două ori motocicletele, a fost prima victorie la clasa regină pentru Marc Marque pe circuitul Marco Simoncelli. Un alt perdant, de altfel singurul care are o oarecare importanță în economia campionatului a fost Marc Marquez. Dinamica accidentului o știm, cauzele nu sunt detaliate de către pilot sau tehnicienii Honda. Marc Marquez a declarat după cursă sec că a fost greșeala sa, a vrut prea mult, iar pneurile reci l-au scos din joc. Pierderea aderenței pe față coroborat cu o instabilitate accentuată a roții spate reprezintă călcâiul lui Achile al motocicletelor Honda în sezonul 2015. Marele Premiu de la Motegi a decis un lucru: Marc Marquez a încheiat pe locul 4 în Japonia și a ieșit, matematic, din lupta pentru titlu. Marele Premiu de pe circuitul de la Phillip Island a fost adjudecat de spaniolul de la Repsol Honda, Marc Marquez, care a ajuns la cea de-a 50-a victorie a carierei la MotoGP. Moment controversat la Sepang, în timpul Marelui Premiu al Malaeziei, între Marc Marquez și Valentino Rossi. Spaniolul a căzut, după un contact cu italianul, iar pilotul de la Yamaha a primit o penalizare de 3 puncte pe licența de pilot (fără urmări în clasament) și, drept urmare, va pleca ultimul de pe grilă în ultima cursă a anului, la Valencia. În al 6-lea tur, după un duel superb între cei doi, Marquez a ieșit în decor, în urma unui contact cu Rossi în al 14-lea viraj. În cele din urmă, Valentino Rossi a terminat pe locul al treilea. Dani Pedrosa (Honda) a câștigat MP al Malaeziei, iar Jorge Lorenzo (Yamaha) s-a clasat al doilea. Comisarii cursei i-au scăzut 3 puncte lui Rossi pe licența pilot (nu contează în clasamentul cursei sau în cel general). Mai avea o astfel de penalizare în acest sezon, de la Marele Premiu din San Marino. Atunci, după a doua sesiune de calificări, i-a fost scăzut un punct pe licența de pilot. Sâmbătă, Lorenzo a obținut primul său pole-position pe circuitul Ricardo Tormo cu record al pistei. În cursă, pilotul Yamaha Movistar a plecat foarte bine și a condus fără probleme întregul Grand Prix. Pe urmele sale a stat în permanență Marc Marquez, însă "Jokerul" nu a riscat nicio depășire. Pe final, Dani Pedrosa a recuperat aproximativ 2 secunde și a făcut joncțiunea cu ceilalți doi iberici. Totuși, ordinea s-a păstrat, iar Lorenzo a fost urmat pe podium de Marquez și Pedrosa.

#### 2016
Sezonul 2016 după un 2015 dezastruos, a fost unul mult mai bun, a devenit campion mondial mai devreme decât credea cineva, în Japonia, unde au căzut ambii piloți de la Yamaha. A avut doar un abandon în Australia, probabil relaxat după titlul câștigat în etapa trecută în comparație cu anul 2015 unde a abandonat de 6 ori. Victoria de pe pista de casă a echipei Honda a făcut din Marc Marquez cel mai tânăr cvintuplu campion mondial, record pe care i l-a luat lui Valentino Rossi și l-a coborât cu aproape un an, până la vârsta de 23 ani și 242 zile.

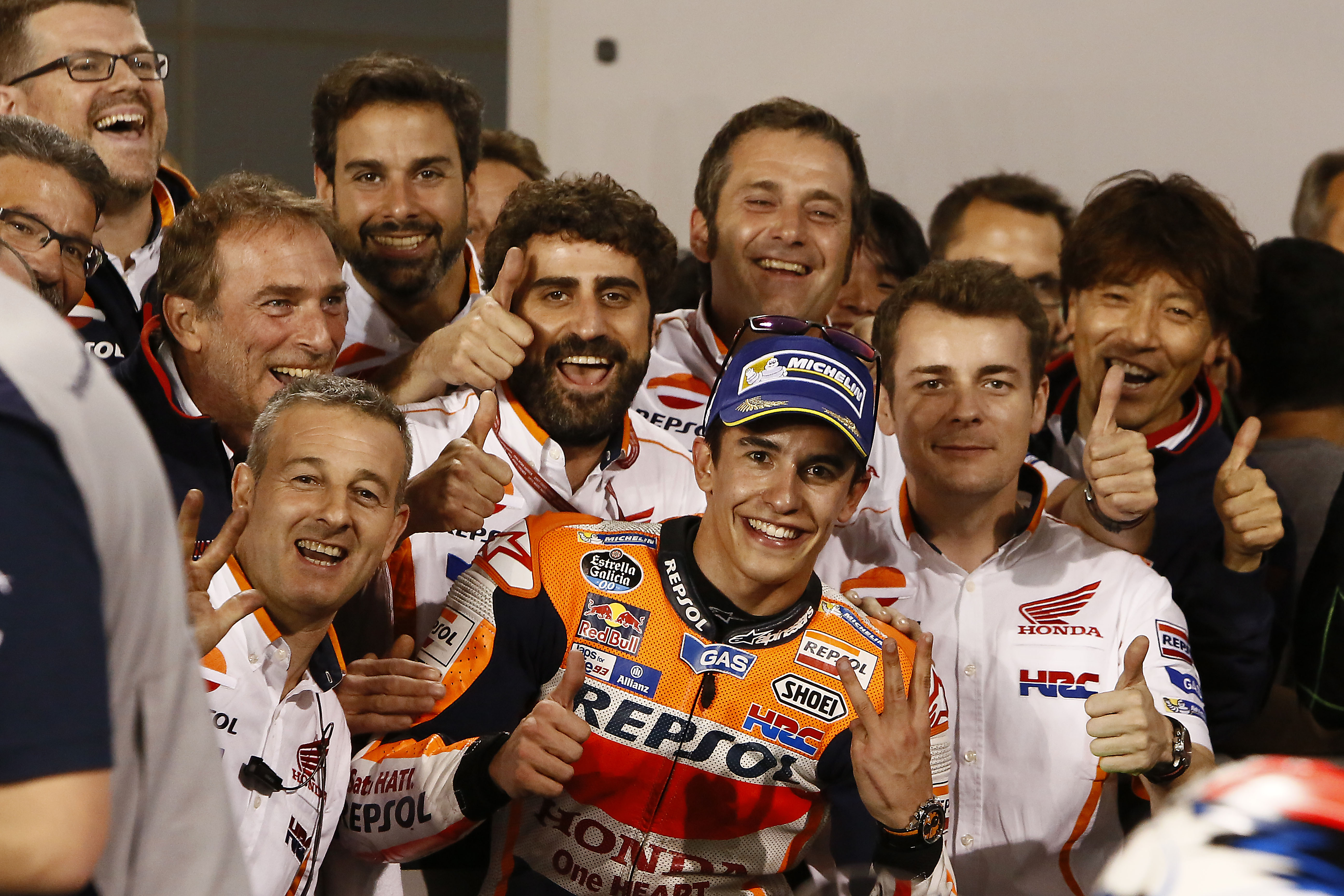
Marc Marquez in Qatar GP 2016

Jorge Lorenzo (Yamaha) a câștigat Marele Premiu al Qatarului, din etapa inaugurală a sezonului 2016 în Campionatul Mondial de Motociclism Viteză. Campionul en-titre și-a fructificat plecarea din pole position, după ce a fost cel mai rapid și în calificările de sâmbătă. Podiumul a fost completat de Marc Marquez. Marc Marquez a fost de neoprit în Marele Premiu al Argentinei. După un start slab, campionul din urmă cu două sezoane a avut nevoie de doar două tururi pentru a-i depăși pe Valentino Rossi și Andrea Divizioso și a se instala în fruntea cursei. Marquez n-a mai cedat prima poziție până la final. Deținătorul titlului, Jorge Lorenzo a căzut în schimb. Marc Marquez (Honda Repsol) a câștigat Marele Premiu al Americilor la clasa MotoGP și a ajuns la două victorii consecutive în acest sezon, după cea obținută în urmă cu o săptămână, în Argentina. Spaniolul s-a impus cu plecare din pole-position și a obținut cea de a 4-a victorie consecutivă pe circuitul din Austin. Marquez a ajuns, astfel, la cel de al 10-lea succes în cursele desfășurate pe continentul american. "Jockerul" a avut emoții doar în primele momente după start, când a fost depășit de Jorge Lorenzo, dar a recuperat rapid și s-a impus cu o diferență uriașă, de 6 secunde și o zecime.  În Jerez, în prima parte a etapei, Lorenzo a rulat la doar câteva zecimi de secundă în fața lui Marquez. În cele din urmă, viitorul pilot Ducati a evadat, dar deja Rossi nu mai putea fi prins. Lorenzo a încheiat pe locul 2, urmat de Marc Marquez și Dani Pedrosa. La Le Mans, Marquez a căzut, dar a revenit și a terminat în puncte, pe locul 13. În Italia, Lorenzo a luat startul din linia a doua, de pe locul 5, însă în primul viraj era deja în fața polemanului Valentino Rossi. În primele minute, cei doi au rămas în această ordine, despărțiți de câteva zecimi de secundă, însă cu 15 tururi înainte de final Valentino Rossi a abandonat din cauza unei probleme tehnice. Lupta pentru victorie nu a avut însă de suferit și după alte câteva tururi, Marc Marquez a ajuns în spatele campionului mondial. Diferența finală s-a făcut la ultima ieșire pe linia de start-sosire. În ciuda faptului că Marquez era în față, Lorenzo a depășit și s-a impus cu o diferență de 19 miimi de secundă.După o confruntare în Catalunia, Marc a terminat pe locul al doilea, deși a încercat imposibilul, reușind preț de un tur să ajungă în fața lui Rossi.

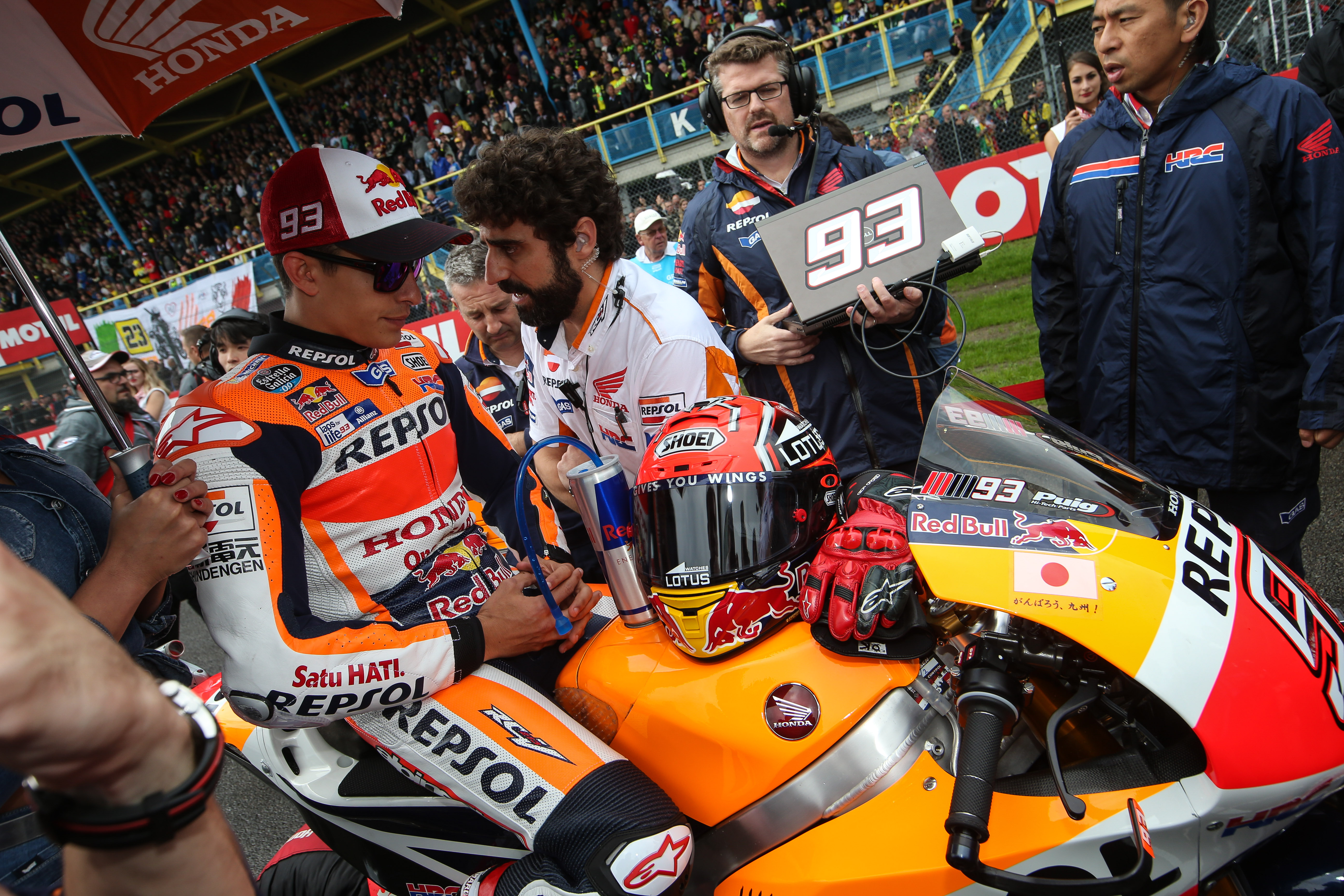
Marc Marquez in Olanda 2016

La Assen, Jack Miller devine totodată și primul australian care se impune la clasa regină, după Casey Stoner - Australia 2012. Cu ocazia acestei zile memorabile și a victoriei istorice, Jack Miller și-a dublat dintr-un foc punctele strânse într-un sezon și jumătate, de când a venit la clasa mare. Valentino Rossi a căzut pe când conducea autoritar cursa după restart. Circuitul atât de drag lui și ploaia care l-a ridicat la statutul de zeu de-a lungul timpului, i-au fost de această dată potrivnice. Rossi nu a punctat, în timp ce Jorge Lorenzo a încheiat un week-end mizerabil strângând din dinți și deopotrivă punctele aferente locului 10. Podiumul a fost completat de Marc Marquez, care a făcut o cursă strategică excelentă. Acum, pilotul Honda HRC conduce la general cu 24 de puncte în fața lui Lorenzo - aproape o victorie. Marc Marquez este stăpânul absolut al circuitului Sachsenring, spaniolul a reușit a șaptea victorie consecutivă cu plecare din pole-position, dintre care ultimele patru numai la clasa regină - atrăgându-și supranumele de Împărat al Germaniei. Marquez a pilotat magistral pe cel mai scurt circuit din calendar, însă momentul de inspirație la schimbul de motociclete a fost cel care a făcut diferența. După un start pe ploaie, Marc a fost printre primii care a trecut pe la boxe pentru a ieși pe slick-uri, construind rapid un avantaj ce s-a dovedit a fi în cele din urmă imbatabil. Marquez a plecat slab din pole și a ajuns pe locul 9 în doar 11 tururi. Chiar și la o temperatură ambientală de numai 17 grade Celsius, duelul la vârf a fost însă extrem de încins. Valentino Rossi a luat conducerea încă din virajul 1, iar mai apoi Andrea Dovizioso și Danilo Petrucci, pe Ducati, au fost cei ce s-au împărțit în postura de lider. Polițistul Petrucci putea aduce o victorie uluitoare pentru Ducati cu o motocicletă de client, însă a căzut exact în turul în care Marquez a schimbat motocicleta. Orbiți de duelul pentru locul , Dovizioso și Rossi au ignorat mai multe tururi chemările echipelor pentru schimb, iar acest interval a fost decisiv. Au trecut pe cauciucuri intermediare cu 7 tururi înainte de final, însă era prea târziu. Deja, Marc Marquez avea 20 de secunde avans, iar victoria de pe Sachsenring l-a dus pe spaniolul de la Honda la 48 de puncte în fața locului secund la general, Jorge Lorenzo, și practic la peste două victorii față de Valentino Rossi. În Austria, Marc Marquez a încheiat un weekend plin de probleme pe locul 5, dar și-a păstrat un avans semnificativ la general. Cal Crutchlow a câștigat Marele Premiu al Cehiei, Valentino Rossi a avut de pătimit în prima parte a cursei, însă pe final, datorită unui pneu hard pus pe roata spate, a urcat până pe locul al doilea. Podiumul a fost completat de Marc Marquez. Etapa MotoGP de la Silverstone a fost una cu o vreme schimbătoare, care a condus spre un prim incident imediat după start, Loris Baz și Pol Espargaro fiind luați pe targă - moment care a indus steagul roșu în chiar primul tur. Cursa a fost câștigată de Maverick Vinales, iar locurile 2 și 3 au fost neclare până în ultimul tur. Au greșit în drumul spre podium Andrea Iannone, care a căzut, și Marc Marquez, care a ieșit în decor și a încheiat pe 4.

În San Marino Pedrosa a făcut o alegere diferită de pneuri și a avut un parcurs final incredibil, în care i-a depășit în drumul triumfător spre finish pe Marc Marquez, Jorge Lorenzo și Valentino Rossi, iar Marc a terminat pe locul 4. Marquez a câștigat MP al Aragonului la MotoGP după ce Marquez a plecat din pole position, al 64-lea din carieră, ocazie cu care a egalat recordul statistic la acest capitol, deținut de Jorge Lorenzo.Marc Marquez e noul campion mondial la MotoGP, spaniolul Marc Marquez a devenit pentru a cincea oară campion mondial după ce a câștigat Marele Premiu de motociclism viteză al Japoniei, desfășurat pe circuitul de la Motegi. Deși matematic posibil, acest moment nu a fost luat în serios de pilotul spaniol, până cu 4 tururi înainte de finalul cursei din Japonia. Erau necesare câteva condiții: Marquez să câștige pe Twin Ring Motegi, Valentino Rossi să termine la limita punctelor și Jorge Lorenzo să nu ajungă pe podium. Doctorul a făcut o greșeală imensă în prima jumătate a cursei și a căzut în virajul 10. Cu 4 tururi înainte de final, Jorge Lorenzo a ieșit și el în decor de pe locul secund, lăsând uzina Yamaha fără pilot în cursă pentru prima dată în acest sezon. Marquez a accelerat spre finish și a câștigat, astfel încât a devenit pentru a 3-a oară campion MotoGP, două din titlurile supreme la clasa mare fiind câștigate pe acest circuit. Victoria de pe pista de casă a echipei Honda a făcut din Marc Marquez cel mai tânăr cvintuplu campion mondial, record pe care i l-a luat lui Valentino Rossi și l-a coborât cu aproape un an, până la vârsta de 23 ani și 242 zile. Doctorul își trecuse în cont primele 5 din cele 9 titluri mondiale în total, la vârsta de 24 de ani și 230 zile - în 2003, când Marc abia împlinea 10 ani. Sub îndemnul "Give Me Five", Marquez a sărbătorit extraordinar și cei 50 de ani de prezență Honda în clasa MotoGP, fosta clasă 500 în 1966.  Marc Marquez nu a valorificat plecarea din pole position la prima cursă după ce a câștigat al 3-lea titlu de campion mondial la clasa regină. Victoria în Australia i-a revenit lui Cal Crutchlow, podiumul fiind completat de Valentino Rossi și Maverick Vinales. Întrecerea din Australia l-a găsit pe Pol Espargaro la conducere, însă Marquez a recuperat și avea șansa să câștige pentru a doua oară consecutiv Grand Prix-ul Australiei, dar a pierdut controlul motocicletei Honda. La Sepang, campionul mondial, spaniolul Marc Marquez a căzut, însă a reușit să ia finish-ul pe 11. Sezonul din MotoGP s-a încheiat! Jorge Lorenzo a făcut cursa perfectă la Valencia. La ultima întrecere pentru Yamaha, viitorul pilot Ducati a plecat perfect. Rossi a rămas să se lupte cu Vinales, coechipierul din 2017, Iannone, la ultima cursă pentru Ducati, și cu deținătorul titlului, Marquez. Pilotul Honda a ales o strategie diferită, cu pneu hard, care l-a ajutat să recupereze pe final diferența față de Lorenzo. Nu a fost însă suficient, iar Lorenzo s-a impus cu o secundă diferență. Podiumul a fost completat de Marc Marquez și Andrea Iannone. Valentino Rossi a încheiat pe 4, după o luptă intensă cu Iannone.

#### 2017

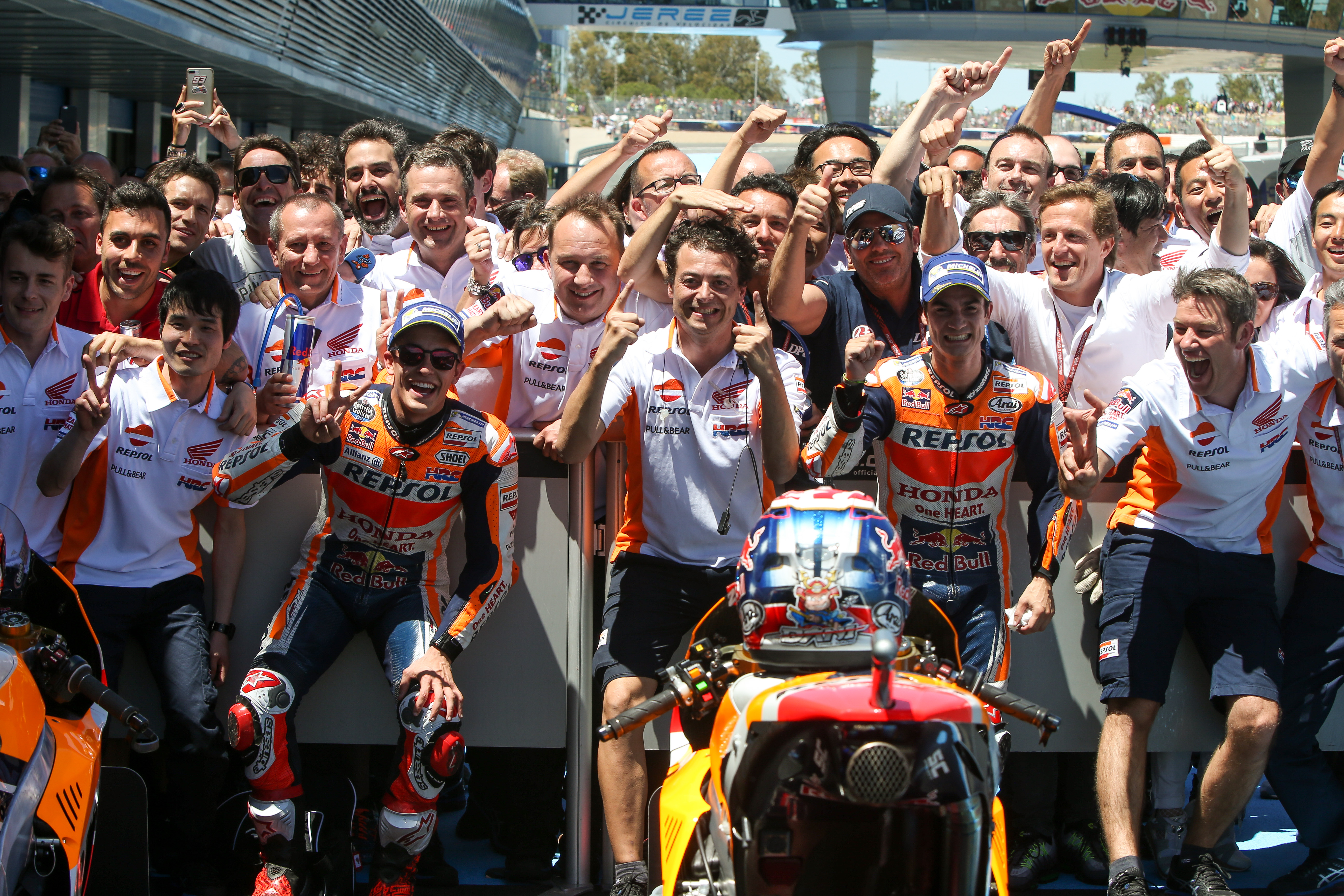
Marc (locul 2) și Dani Pedrosa (locul 1) o poză de echipă

MotoGP Qatar: Maverick Vinales vs restul lumii. Mult așteptatul sezon 2017 și-a ținut prima cursă în data de 26 martie pe circuitul Losail din Qatar. După numeroasele surprize de la clasele mici a venit și cea mai așteptată confruntare, cea de la clasa regină, acolo unde tot felul de teorii și ipoteze care mai de care așteptau sa fie confirmate sau infirmate. O primă acțiune care a debusolat atât piloții cât și tehnicienii a fost întârzierea orei de start, pe fondul instabilității atmosferice. Analizăm puțin situațiile de la Honda, acolo unde testerul oficial HRC și pilot în cadrul echipei LCR, Cal Crutchlow, a căzut în turul 5 al cursei, și pe Marc Marquez, care nu a mișcat mare lucru în cursă, reușind să se mențină pe locul 4, dar fără vreo șansă de a se apropia de podium. MotoGP Argentina: Yamaha profită de dezastrul rivalilor. Dacă la vârf lucrurile păreau că se află pe un fagaș normal, cu Vinales ajuns în plutonul fruntaș, Marc Marquez încercând să reziste în fața lui Cal Crutchlow  și a urmăritorilor, ceva mai în spate duelurile s-au ținut lanț, protagoniști fiind Bautista și Zarco, Folger și Petrucci, dar cel mai interesant și ulterior dramatic duel a fost cel între Andreia Dovizioso și Aleix Espargaro. Din păcate nu am avut parte pentru mult timp de o luptă pentru poziția de lider, Marc Marquez imitând greșeala lui Cal Crutchlow din Qatar în virajul 2. El a pierdut fața motocicletei pe frânare, ieșind în decor, fără vreo posibilitate de a reveni. Aceeași eroare a fost repetată și de Dani Pedrosa câteva tururi mai târziu, când acesta tocmai tranșase lupta pentru poziția a patra și pleca în căutarea unui posibil podium. MotoGP Austin: Marquez revine cu victorie în Texas. Marc Marquez a câștigat cursa de MotoGP din Austin pentru a cincea oară la rând din tot atâtea ediții desfășurate pe Circuit of the Americas. Spaniolul de la Honda s-a impus în fața lui Valentino Rossi și Dani Pedrosa după ce liderul clasamentului general, Maverick Vinales, a căzut în primele tururi ale Marelui Premiu. Pornit de pe locul patru de pe grilă, Pedrosa a avut cel mai bună plecare, iar la capătul liniei de start-sosire spaniolul s-a instalat la conducere în fața coechipierului său, Marquez. MotoGP Jerez: Dublă Repsol Honda cu Pedrosa pe prima treaptă. Statura lui Dani Pedrosa i-a oferit o șansă ideală să aleagă pneurile câștigătoare la Jerez, într-o zi în care Yamaha Movistar a suferit. La vârful cursei, alegerea de pneuri hard-medium s-a dovedit cea câștigătoare pentru Dani Pedrosa, care a păstrat mereu secunda crucială față de Marc Marquez. Pe final, campionul en-titre a renunțat la luptă, declarând sportiv apoi că al său coechipier era imbatabil în această zi. Ultima treaptă a podiumului a fost disputată de Jorge Lorenzo, care în final s-a impus în fața lui Johann Zarco, francezul uzând în ultima parte a cursei pneul față de compoziție medium. MotoGP Le Mans: Maverick Vinales triumfător după un final dramatic. Localnicul Johann Zarco a jucat riscant abordarea cursei, alegând să concureze cu gume soft față/spate, în timp ce piloții Movistar Yamaha au optat pentru specificațiile medium. Miza lui Zarco a fost probabil o încercare de a trece la conducere imediat după start și să forțeze o desprindere de urmăritori, ecartul construit acoperind uzura gumelor de pe finalul cursei. Chiar și cu stilul său fin de a gestiona gumele Michelin, în a doua jumătate a cursei, Johann nu a mai putut rămâne în fața lui Maverick Vinales și Valentino Rossi, căzând pe poziția a treia, dar la o distanță apreciabilă de Marc Marquez și de un Dani Pedrosa senzațional din nou. Marc Marquez a pierdut apoi fața motocicletei pe frânare în șicana Dunlop, acolo unde în FP4 cădea spectaculos și Jack Miller. În ciuda eforturilor disperate ale lui Marc de a reveni, abandonul a fost consemnat. MotoGP Mugello: O zi proastă pentru Honda; se pare că nici unul din piloții constructorului japonez nu s-a putut împăca cu noile pneuri aduse de Michelin, fapt reclamat de Marc Marquez, care a ocupat doar locul 6.

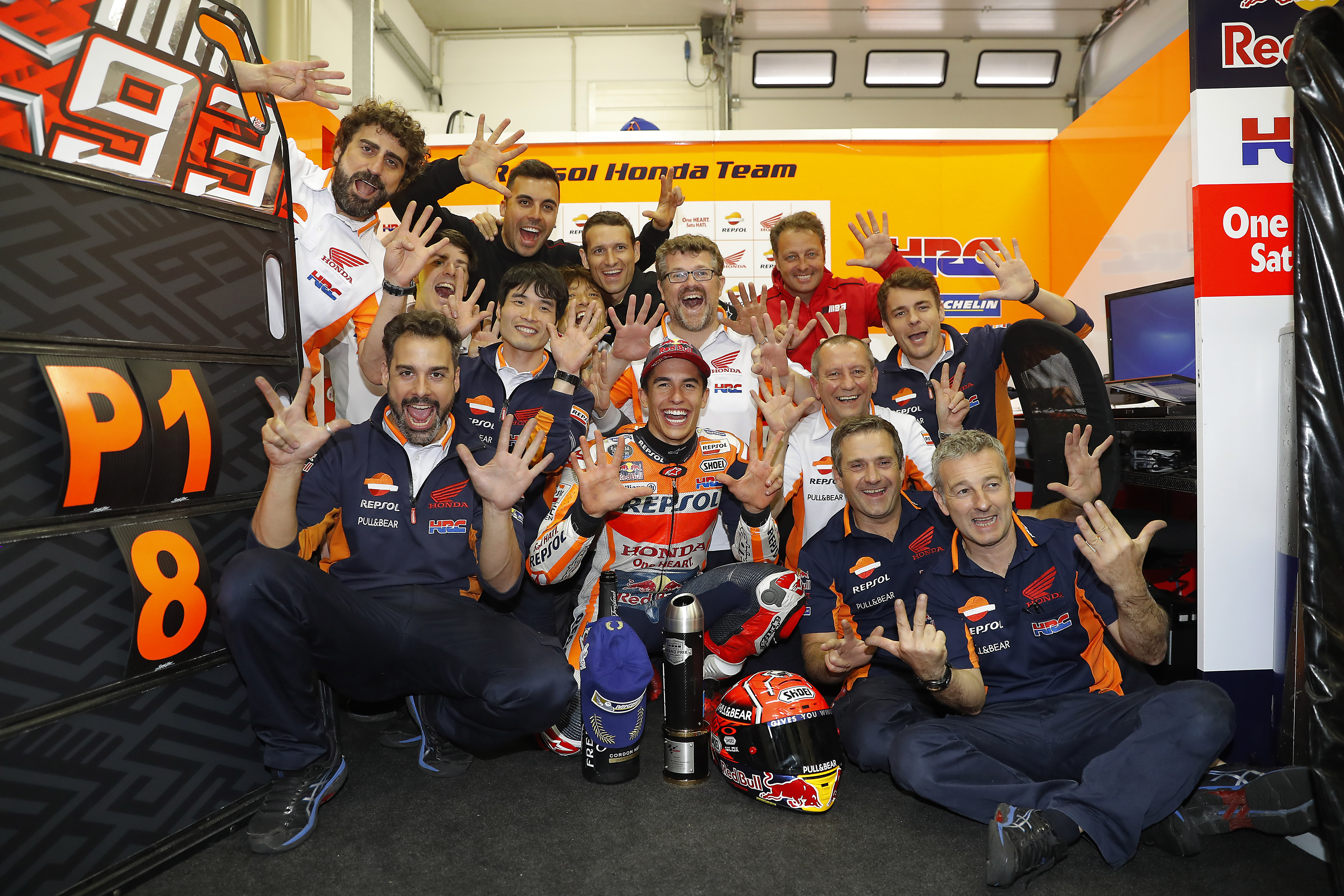
Marc Márquez.la al optulea succes german la toate clasele din MotoGP

 Sachsenring: Startul cursei a fost unul tensionat în spatele pole sitter-ului Marc Marquez, cu un Danilo Petrucci în cădere liberă și cu localnicul Jonas Folger încrezător că pe circuitul de casă poate obține un rezultat mare. Dacă primul viraj a fost depășit cu bine de toți piloții, pe următorul Folger a forțat ceva mai tare și a existat acolo un contact cu Petrucci, atingerea dintre cei doi lăsând urme vizibile pe combinezonul pilotului german. Prima parte a cursei a fost de vis pentru spectatorii prezenți în tribune, aceștia putând urmări un pilot local conducând ostilitățile. Presiunea a crescut însă pentru Folger, care a abordat larg succesiunea de viraje de la finele turului de circuit, astfel că Marquez a trecut la conducere. Pneurile nu l-au mai ajutat pe Folger să rămână în lupta pentru victorie înspre finalul cursei, astfel că a optat să nu își asume riscuri inutile, un loc 2 acasă, în fața fanilor fiind oricum un rezultat mare. Brno: Dublă Repsol Honda prin Marquez și Pedrosa. În ciuda dificultăților de a pilota capricioasa motocicletă Honda RC213-V, Marc Marquez a reușit să îi devanseze în calificări pe Valentino Rossi și Dani Pedrosa, lucrurile arătând excelent pentru spaniol și înaintea debutului în cursă. Primele tururi au fost ezitante pentru Marquez, bănuit de unii comentatori că ar avea ceva probleme tehnice, situație de care a profitat Jorge Lorenzo, trecut la conducere. Inițial cursa a fost anunțată ca una în care piloții vor concura pe motociclete echipate cu pneuri de ploaie, dar după câteva tururi, Marquez a dat tonul schimburilor de motociclete echipate cu pneuri de uscat. Austria: Dovizioso rezistă tuturor atacurilor lui Marquez. Andrea Dovizioso a adus cea de-a treia victorie pentru Ducati în 2017, după o luptă spectaculoasă cu Marc Marquez. Jorge Lorenzo a preluat conducerea după start, urmat de colegii săi de primă linie, Dovizioso și Marquez. În spatele perechii Ducati ce optase pentru pneul soft pe spate, cel cu care Iannone învingea anul trecut la Spielberg, era un pluton de 5 piloți cu guma dură. Uzura a început să-și spună cuvântul, prima victimă fiind Lorenzo, care a fost aruncat pe 3 într-o singură mutare, pe frânarea din virajul al patrulea. Pilotul din Mallorca a încercat să-i țină piept apoi lui Pedrosa, însă nu a reușit să se agațe de podium și a încheiat pe 4, înaintea abonatului la locuri 5, Johann Zarco. Francezul n-a avut probleme cu piloții Yamaha de uzină, care au făcut o cursă modestă, marcată de erori în primul viraj atât pentru Vinales, cât și pentru Rossi. În frunte a rămas o bătălie electrizantă între Marquez și Dovizioso, italianul reușind să țină în viață anvelopele soft pe toată durata cursei. Chiar dacă noul carenaj Ducati a mai redus din avantajul GP17 pe liniile drepte, Andrea a găsit resurse să răspundă la atacurile campionului en-titre. Spaniolul a fost nevoit să recurgă la manevre în locuri inedite, precum dubla de stânga 6-7. Atacul final a venit în ultimul viraj: Marquez a încercat o depășire riscantă, Dovizioso evitându-l de puțin și accelerând pentru a trece primul linia de sosire. Silverstone: Dovizioso bifează al patrulea succes pentru Ducati. Startul cursei l-a avut ca protagonist pe Valentino Rossi, ce a trecut rapid la conducere. În primele tururi, duelurile dintre Vinales, Marquez, Crutchlow și Dovizioso i-au asigurat ceva avans lui Rossi, însă în spatele italianului se pregăteau adevărate răsturnări de situație. Punctul culminant al cursei a fost abandonul lui Marc Marquez, în urma unei probleme de motor, acest lucru având reprcursiuni importante în clasamentul general, unde bătălia pentru locul 1 a devenit din ce în ce mai palpitantă. Misano: Marc Marquez semnează o victorie a la Rossi. Startul a avut două surprize, protagoniștii fiind Jorge Lorenzo, spaniolul obișnuindu-ne deja cu debuturi excelente și preluarea conducerii în cursă pentru câteva tururi, a doua plecare reușită din grilă fiind a specialistului pe ploaie, Danilo Petrucci. Maverick Vinales și Andrea Dovizioso nu au putut profita de pozițiile din grilă, de ambii trecând Danilo Petrucci, care în scurt timp a preluat conducerea și a rezistat pe prima treaptă până aproape de final. Cursa părea a fi la discreția pilotului Pramac Ducati, însă pe final Marc Marquez  s-a apropiat de italian și i-a administrat o manevră a la Rossi din vremurile de glorie: statul la cutie, analiza rivalului și atacul fără drept de apel fiind cândva specialitatea marelui absent de la Misano. Pe ultimele viraje, Petrucci nu a mai avut replică, trebuind să se mulțumească cu locul secund, în fața pilotului de uzină Ducati, Andrea Dovizioso. Acesta din urmă nu s-a putut apropia de Petrucci, avansul pilotului Pramac crescând la peste 11 secunde, cei de la Ducati fiind corecți pe durata întrecerii, lăsându-i lui Petrucci șansa de a lupta pentru victorie cu Marc Marquez.
Aragon: Marquez și Pedrosa imbatabili în fața rivalilor. Cursa se anunța una dificilă pentru piloții Repsol Honda, Marc Marquez plecând cu noroc de pe locul 5 după o căzătură în ultimele minute ale calificărilor, acesta fiind urmat de Dani Pedrosa. Marquez s-a impus la finalul celor 23 de tururi, urmat la aproape o secundă de echipierul Pedrosa, în timp ce Lorenzo a terminat pentru a doua oară pe locul 3 în acest sezon, momentele când a încheiat curse în fața lui Dovizioso fiind rarisime. Motegi: Andrea Dovizioso țintește spre titlu. Cursa s-a jucat în 3, Petrucci pentru mai bine de jumătate din numărul de tururi ne-a dat speranțe să vedem o primă victorie a unui privat în acest sezon, însă finalul întrecerii a aparținut pretendenților la titlu, Marc Marquez și Andrea Dovizioso, italianul obținând victoria  printr-o nouă manevră asemănătoare celei de la Silverstone, în detrimentul lui Maverick Vinales, în acea cursă. Cursa de pe Phillip Island a fost de departe una dintre cele mai spectaculoase din sezon, patru piloți terminând în marja de 2 secunde la finalul cursei, iar alți doi reușind să nu piardă contactul vizual cu liderul Marc Marquez. Debutul cursei a fost de vis pentru pasionații de motociclism din tribune, eroul local Jack Miller desprinzându-se la conducere, reușind să pună câteva lungimi de motocicletă între el și urmăritorii tot mai agitați și schimbători. Johann Zarco a plecat în cursă decis să riște totul pe o victorie, nefăcând rabat de depășiri dincolo de limită, micile atingeri cu adversarii dând emoții atât piloților, cât și fanilor de la circuit sau din fața televizoarelor. Dacă Marc Marquez a făcut cursa sezonului, riscând enorm în depășirile efectuate asupra piloților Movistar Yamaha, pe la mijlocul clasamentului și spre coada cursei se zbăteau în bloc motocicletele Ducati. Sepang: Dovizioso amână deznodământul pentru Valencia. După start. Johann Zarco a trecut la conducere, unde a rezistat atâta timp cât l-a ținut pneul soft spate, strategie folosită cam de fiecare dată când a plecat din prima linie, fie că a fost vorba de o cursă uscată sau udă. Avansul ce pentru câteva tururi a tot crescut, ajungând la peste o secundă jumătate, nu a fost unul real, Zarco fiind prins din urmă de Jorge Lorenzo și mai apoi Andrea Dovizioso. Marc Marquez nu ne-a mai ținut în suspans cu manevre nebunești, dându-și seama încă din calificări că nu are rost să riște inutil pentru un podium imposibil de atins, mai important fiind să rămână în șa, să acumuleze câte puncte se va putea înainte de ultima cursă a sezonului. Marquez a terminat manșa solitar la peste 17 secunde de Andrea Dovizioso, fiind cam toată de unul singur, departe de Johann Zarco, dar protejat de locotenentul Pedrosa în fața singurilor piloți care s-au luptat pentru poziții mai bune, Danilo Petrucci și Valentino Rossi.Valencia: Marc Marquez devine campion, dar nu fără emoții.MotoGP Valencai: Startul în cursă a fost unul fără emoții pentru Marquez, ce a intrat primul în virajul întâi, însă francezul Zarco și-a propus să bifeze un prim succes în sezonul de debut, pentru aceasta recurgând la cunoscutele sale manevre la limită. Când a venit momentul ca Marquez să fie depășit de Zarco, spaniolul a știut, parcă, ce se poate întâmpla și i-a lăsat cale liberă francezului de la Tech3. Cursa nu a fost tensionată doar la vârf, acolo unde Marquez nu s-a mai mulțumit doar cu un loc călduț pe podium, dând semne tot mai serioase că va porni atacul împotriva lui Zarco, ci tensiunea a fost maximă și la limita locurilor 4-5. Acolo, echipierii Ducati se băteau aparent pentru poziții mai bune. Deși mai rapid decât Dovizioso, ce părea că nu poate să se apropie de podium, Jorge Lorenzo a fost atenționat în toate modurile posibile de schimbarea strategiei de cursă, mesajul cu schimbarea mapării motorului apărând din nou. Ceva mai devreme însă s-a petrecut un alt moment de groază pentru membrii echipei Repsol Honda, anume ratarea unui viraj de către Marquez, care a reușit să salveze in-extremis ceea ce părea o căzătura sigură. Pilotul Repsol Honda a căzut până pe locul 5, în zona de acțiune a lui Andrea Iannone, Alex Rins și Valentino Rossi, însă nu s-a mulțumit cu puncte sigure și a reluat ascensiunea spre podium, pe care, sub nici un chip nu au dorit să urce piloții Suzuki. În cele din urmă Zarco a fost la un pas de căzătură, moment în care Pedrosa a trecut la conducere, misterul câștigătorului de etapă fiind astfel rezolvat. Marquez a urcat pe ultima treaptă a podiumului, momentul trecerii liniei de sosire consemnând încoronarea ca și campion al sezonului 2017.

##### 2018

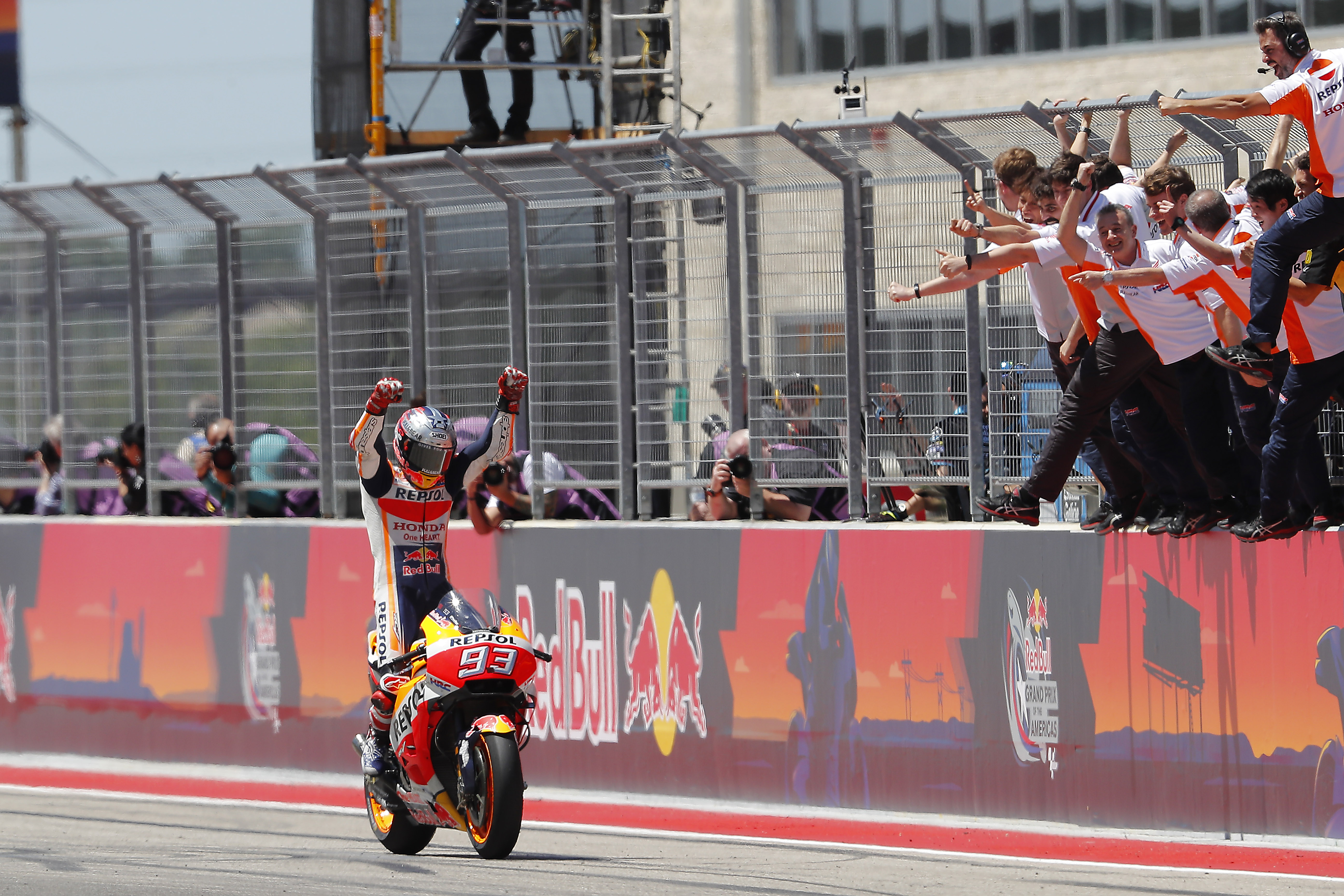
Márquez castiga in America in anul 2018

În mare parte, ceea ce întrezăream după testele din presezon s-a adeverit după prima cursă a sezonului, raportul de forțe fiind cel așteptat, surprizele intervenind însă în ecarturile dintre piloți/motociclete. În Qatar am așteptat o luptă pentru victorie între motocicletele Ducati și Yamaha, cu Honda pe post de arbitru, posibil Suzuki aproape de trio-ul fruntaș. Succesul Ducati prin Andrea Dovizioso nu a surprins, era aștepat, însă inversarea rolurilor între Yamaha și Honda a deschis ceva puncte de discuție. Pachetul HRC evaluat de echipa Repsol a fost peste așteptări, motocicleta pilotată de Marc Marquez fiind în lupta pentru victorie cu GP18-ul pilotat de Dovizioso și reușind să controleze forma lui M1-ului pilotat de Valentino Rossi pe finalul cursei. Marc a terminat pe locul 2. MotoGP Argentina: Crutchlow, haosul, controversele si jokerul. A doua cursă din calendar, de pe circuitul Termas de Rio Hondo, trebuia să fie o simplă etapă de campionat, de acomodare cu sezonul 2018, încă lipsită de miză, aceasta trebuind să apară după jumătatea sezonului. Din păcate, ambiții exagerate ale unui campion, amintiri ale unui incident ce a marcat istoria recentă a motomondialului și greșeli impardonabile ale comisarilor de cursă au influențat deznodământul cursei. Marc a terminat cursa pe locul 5, dar după o penalizare, n-a luat vreun punct și a sfârșit Marele Premiu pe 18. Márquez a câștigat în Austin după o cursă controlată de la început până la finalul cursei pentru a 6-a oară consecutiv și cu pole position. Deși a stabilit cel mai rapid timp în calificări, a fost penalizat după ce i-a încurcat involuntar un tur rapid al lui Vinales. MotoGP Jerez: Marc Marquez câștigă la pas, în spate implozie Ducati. Cu 8 tururi înainte de final Andrea Dovizioso a încercat o depășire la echipierul Jorge Lorenzo, tăindu-i acestuia fața și obligându-l să iasă pe iarbă, acesta fiind momentul imploziei Ducati, Jorge a revenit pe circuit pe trasa pe care venea în forță Dani Pedrosa, un accident între cei doi fiind imposibil de evitat. Lorenzo nu l-a observat la timp pe Pedrosa, fiind percutat de acesta, iar în urma incidentului a fost măturat de pe pistă și Andrea Dovizioso, până în acel moment lider la general. Abandonurile celor 3 a facilitat obținerea unui nou loc 3 pentru Andrea Iannone, în timp ce Johann Zarco a terminat pe poziția secundă la peste 5 secunde de câștigătorul Marc Marquez. MotoGP Le Mans: Victorie Marquez, dezastru pentru Zarco și Dovizioso. Cursa a început cu un start slab luat de Johann Zarco, moment de care a profitat Jorge Lorenzo, Marc Marquez și Andrea Dovizioso, însă la scurt timp atenția camerei de filmat s-a mutat pe o motocicletă Suzuki trântită în pietriș și primul gând ne-a dus la Rins care nu s-ar fi aflat la prima ispravă de acest gen într-un moment în care exista presiunea de a obține rezultate.  De această dată nu motocicleta #42 era la pământ ci Andrea Iannone, plecat în cursă de pe locul 4. Danilo Petrucci a avut o evoluție susținută reușind să-și conserve locul secund și chiar să reducă câteva secunde în ultimele tururi față de Marc Marquez, protagonist din nou al unui moment fierbinte când a controlat traiectoria motocicletei căreia începea să îi fugă spatele. După Marquez, Petrucci și Rossi au încheiat cursa Jack Miller și Dani Pedrosa, în timp ce Jorge Lorenzo a încheiat pe locul 6 la peste 10 secunde de Marquez, dar la un ecart liniștitor față de Maverick Vinales, a cărui motocicletă a intrat în parametri optimi de funcționare pe o pistă încinsă mult prea târziu. După această cursă ,Marc Marquez  ajunge la 36 de puncte avans față de Maverick Vinales, spaniolul luând locul lui Johann Zarco, rămas la 58 de puncte.

## Official Fan Club Marc Marquez
Clubul a fost lansat în 2010, anul în care Marquez a câștigat primul său titlu la clasa 125cc și a fost inițial fondat într-un restaurant hotel, la 200 de metri de casa lui. Până la sfârșitul primului an, clubul avea 300 de membri și la începutul anului 2015, numărul a crescut la 1700. Ramon Marquez este unchiul lui Marc și președintele clubului. Acest Fan Club a fost creat și cu ajutorul fratelui său, Alex Marquez. Marc și Alex Marquez sunt primii frați din istorie care au devenit ambii campioni mondiali. 
După 4 ani, s-a deschis noul său sediu, în orașul natal al campionului MotoGP, Cervera, Spania. "Vreau să mulțumesc tuturor celor care au făcut acest lucru posibil", spunea Marquez în acel moment. "Este fantastic că puteți vizita această expoziție cu toate aceste suveniruri ale mele, și că fanii le pot vedea și că avem noul sediu. Adevărul este că am fost surprins, e impresionant și este foarte frumos."
În anul 2016, Marc împreună cu fanii lui organizează o petrecere festivă și sărbătorește alături de ei câștigarea titlului cu numărul 5 din cariera sa în MotoGP. Alături de el s-a aflat și fratele lui, Alex Marquez. Big6 este numele de cod pentru titlul cu numărul 4 la clasa mare și ca de obicei, a urmat o petrecere în orașul lui natal.

## Alte activități de motorsport

### 2014
Marc Marquez a făcut spectacol în cursa dirt-track Superfinala Superprestigio I de la Barcelona. Chiar dacă a luat bătaie de la Brad Baker. Marquez câștigase clasa pentru cei care vin din MotoGP, dar s-a lovit de Brad Baker, câștigătorul de la Open și campion la dirt-track. S-a lovit, nu doar la figurat, ci și la propriu, așa cum vei putea vedea în clipul de mai jos și a fost trântit la pământ. Asta se întâmpla cu doar câteva ture înainte de final, când cei doi alergau umăr la umăr, așadar a trecut ultimul linia de finish.
Baker i-a cerut scuze lui Marquez, dar tânărul Catalan, ca de obicei, a fost cu zâmbetul pe buze. În Finala Superprestigio I, Marc a câștigat, pe locul doi s-a aflat Bradley Smith, iar Dani Ribalta a completat podiumul.
În Superfinala Prestigio II, Marc a răzbunat eșecul suferit din 11 ianuarie și a câștigat pe 13 decembrie. Finala Superprestigio II a fost un alt succes pentru spaniol, pe locul doi a terminat Bradley Smith, iar podiumul a fost completat de Dani Ribalta.

### 2015
Superprestigio 2015, competiția a fost organizată pe o pistă amenajată în Palau Sant Jordi din Barcelona, într-o sală plină, având aliniați la start foarte mulți sportivi de valoare din Dirt-Track, Supermoto și MotoGP. Cea de-a treia ediție Superprstigio a fost un adevărat spectacol, în care s-au remarcat câțiva piloți surpriză și, chiar dacă cea mai puternică clasă de concurs a fost cea open, cu mulți invitați de marcă, nici spectacolul oferit de celelalte clase nu a fost mai prejos. În timp ce la categoria juniori au putut fi urmăriți copii de 8-10 ani din Campionatul spaniol, la clasa Superprestigio au luat startul multe vedete cunoscute. După manșele de calificare și cele finale a urmat ultima cursă, denumită Superfinală, în care pilotul american Brad Baker, Campion Pro AMA Flat Track în 2013, l-a devansat pe Marc Marquez, idolul local, cel care a fost învingător în ediția din anul trecut. Pe locul trei s-a clasat celălalt specialist Flat Track, Jared Mees, Campion en-titre și de 4 ori câștigător al Campionatului american AMA Pro Flat Track.
Este foarte interesant rezultatul reușit de cei doi piloți americani, care nu participă de obicei la competiții pe pistă scurtă, ca cea de la Barcelona, pista de Flat Track fiind de o milă, sau de jumătate de milă, nu de 200 metri. Dovadă a faptului că nivelul a fost foarte ridicat și spectacolul nu a fost organizat doar pentru a-i oferi lui Marc Marquez încă o victorie pe tavă a fost clasarea modestă a altor doi piloți valoroși: Tom Chareyre, de 4 ori Campion Mondial S1 și Joonas Kylmakorpi, de 4 ori Campion Mondial Flat Track. În toată această mulțime de vedete și Campioni Mondiali, un pilot care nu a reușit victorii majore, aflat la prima participare la Superprestigio, a fost ovaționat de întreaga sală: Masatoshi Ohmori.
În Finala Superprestigio III, Marc a câștigat, pe locul doi a terminat  Xavi Vierge, iar a treia poziție a fost ocupată de Dani Ribalta.

### 2016
Pe 17 decembrie 2016, a avut loc Superprestigio IV, unde s-a impus atât în Finala Superprestigio cât și în Superfinala Superprestigio. A fost și o mică răzbunare în fața lui Brad Baker, care a terminat doar pe locul al treilea.

## Viața personală

### Colecția MM93 x Pull&Bear
Marc Márquez, actualul campion mondial la MotoGP, prezintă în 2017, prima sa colecție pentru bărbați și femei, creată în colaborare cu echipele creative de la Pull&Bear. Rezultatul: articole confortabile și de actualitate, incluzând toate imaginile care au marcat cariera pilotului spaniol. Cine este Pull and Bear? P&B face parte dintr-o companie producătoare de haine din Spania pe numele ei Inditex. Compania a intrat direct pe piața din România în 2007, după ce timp de patru ani a fost reprezentată de două unități, un magazin Zara și unul Pull and Bear, deschise în franciză în centrul comercial Plaza România din București

### Marc Marquez la lansarea documentarului despre el
Pe 3 martie Dorna a lansat la Barcelona documentarul From Cervera to Tokyo, documentar care dezbate sezonul 2016 al lui Marc Marquez. În film se prezintă cele 2 perspective diferite din boxa Honda. Improvizația cu specific latin a lui Marc Marquez și precizia japoneză au reprezentat combinația perfectă pentru victorie în 2016, an în care pe hârtie Honda pleca cu șansa a doua din cauza sistemului electronic nou impus.

### Primul și singurul interviu pentru presa din Romania
Marquez este la sezonul de debut în MotoGP și a fost luat imediat sub aripă de către Valentino Rossi, multiplul campion mondial.
Spaniolul de 20 de ani a fost protagonistul unui moment înfiorător în acest sezon: a căzut de pe motocicletă la 290 km/h.
Un interviu cu unul dintre starurile MotoGP, așa cum este Marc Marquez, este aproape imposibil de realizat pentru majoritatea publicațiilor din România. Honda cere garanții legate de spațiul acordat interviului, iar Dorna (compania care deține drepturile comerciale ale MotoGP-ului) face verificări legate de conținut, de acoperirea din trecut pe domeniul MotoGP și nu în ultimul rând de datele de audiență ale publicațiilor doritoare. ProSport a trecut aceste teste și a ajuns la bwin Grand Prix de la Brno față în față cu liderul Campionatului Mondial.
Vineri, după primele antrenamente, ne-am întâlnit cu Marc în centrul de ospitalitate Repsol Honda. A venit pe un scuter, a petrecut câteva minute oferind autografe zecilor de fani cantonați în fața intrării, apoi ne-a invitat la discuție. Surprinzător de matur în comportament pentru doar 20 de ani, Marc poartă pe corp semnele-tribut pentru performanța pe care a atins-o de când a ajuns, promovat de RedBull, în MotoGP: o operație de 10 centimetri de-a lungul brațului drept, ambii genunchi cu urme de lovituri și tăieturi, iar sub barbă o altă tăietură cicatrizată în urma accidentului de la Mugello, episod pe care avea să-l povestească în interviu.

## Statistică carieră

### În sezoane
| Sezon | Clasa  | Motocicletă  | Echipă                      | Număr | Curse | Câștigate | Podiumuri | Poles | Tururi rapide | Puncte | Poziție |
| ----- | ------ | ------------ | --------------------------- | ----- | ----- | --------- | --------- | ----- | ------------- | ------ | ------- |
| 2008  | 125cc  | KTM          | Repsol KTM 125cc            | 93    | 13    | 0         | 1         | 0     | 0             | 63     | 13      |
| 2009  | 125cc  | KTM          | Red Bull KTM Motosport      | 93    | 16    | 0         | 1         | 2     | 1             | 94     | 8       |
| 2010  | 125cc  | Derbi        | Red Bull Ajo Motorsport     | 93    | 17    | 10        | 12        | 12    | 8             | 310    | 1       |
| 2011  | Moto2  | Suter        | Team Catalunya Caixa Repsol | 93    | 15    | 7         | 11        | 7     | 2             | 251    | 2       |
| 2012  | Moto2  | Suter        | Team Catalunya Caixa Repsol | 93    | 17    | 9         | 14        | 7     | 5             | 328    | 1       |
| 2013  | MotoGP | Honda RC213V | Repsol Honda Team           | 93    | 18    | 6         | 16        | 9     | 11            | 334    | 1       |
| 2014  | MotoGP | Honda RC213V | Repsol Honda Team           | 93    | 18    | 13        | 14        | 13    | 12            | 362    | 1       |
| 2015  | MotoGP | Honda RC213V | Repsol Honda Team           | 93    | 18    | 5         | 9         | 8     | 7             | 242    | 3       |
| 2016  | MotoGP | Honda RC213V | Repsol Honda Team           | 93    | 18    | 5         | 12        | 7     | 4             | 298    | 1       |
| 2017  | MotoGP | Honda RC213V | Repsol Honda Team           | 93    | 18    | 6         | 12        | 8     | 3             | 298    | 1       |
| 2018  | MotoGP | Honda RC213V | Repsol Honda Team           | 93    | 18    | 9         | 14        | 7     | 7             | 321    | 1       |
| 2019  | MotoGP | Honda RC213V | Repsol Honda Team           | 93    | 19    | 12        | 18        | 10    | 12            | 420    | 1       |
| 2023  | MotoGP | Honda RC213V | Repsol Honda Team           | 93    | 3     | 0         | 0         | 1     | 0             | 15*    | 18*     |
| Total |        |              |                             |       | 206   | 82        | 134       | 90    | 73            | 3321   |         |

* Sezonul în curs.

### Races by year
(key) (Cursele îngroșate indică pole position, cursele în italics indică tururi rapide)
| An   | Clasă  | Motocicletă | 1       | 2       | 3       | 4       | 5       | 6       | 7       | 8      | 9       | 10     | 11      | 12      | 13      | 14      | 15      | 16      | 17      | 18    | 19      | Loc | Puncte |
| ---- | ------ | ----------- | ------- | ------- | ------- | ------- | ------- | ------- | ------- | ------ | ------- | ------ | ------- | ------- | ------- | ------- | ------- | ------- | ------- | ----- | ------- | --- | ------ |
| 2008 | 125cc  | KTM         | QAT     | SPA DNS | POR 18  | CHN 12  | FRA Ret | ITA 19  | CAT 10  | GBR 3  | NED Ret | GER 9  | CZE Ret | RSM 4   | IND 6   | JPN Ret | AUS 9   | MAL     | VAL     |       |         | 13  | 63     |
| 2009 | 125cc  | KTM         | QAT Ret | JPN 5   | SPA 3   | FRA Ret | ITA 5   | CAT 5   | NED 10  | GER 16 | GBR 15  | CZE 8  | IND 6   | RSM 4   | POR Ret | AUS 9   | MAL Ret | VAL 17  |         |       |         | 8   | 94     |
| 2010 | 125cc  | Derbi       | QAT 3   | SPA Ret | FRA 3   | ITA 1   | GBR 1   | NED 1   | CAT 1   | GER 1  | CZE 7   | IND 10 | RSM 1   | ARA Ret | JPN 1   | MAL 1   | AUS 1   | POR 1   | VAL 4   |       |         | 1   | 310    |
| 2011 | Moto2  | Suter       | QAT Ret | SPA Ret | POR 21  | FRA 1   | CAT 2   | GBR Ret | NED 1   | ITA 1  | GER 1   | CZE 2  | IND 1   | RSM 1   | ARA 1   | JPN 2   | AUS 3   | MAL DNS | VAL WD  |       |         | 2   | 251    |
| 2012 | Moto2  | Suter       | QAT 1   | SPA 2   | POR 1   | FRA Ret | CAT 3   | GBR 3   | NED 1   | GER 1  | ITA 5   | IND 1  | CZE 1   | RSM 1   | ARA 2   | JPN 1   | MAL Ret | AUS 2   | VAL 1   |       |         | 1   | 328    |
| 2013 | MotoGP | Honda       | QAT 3   | AME 1   | SPA 2   | FRA 3   | ITA Ret | CAT 3   | NED 2   | GER 1  | USA 1   | IND 1  | CZE 1   | GBR 2   | RSM 2   | ARA 1   | MAL 2   | AUS DSQ | JPN 2   | VAL 3 |         | 1   | 334    |
| 2014 | MotoGP | Honda       | QAT 1   | AME 1   | ARG 1   | SPA 1   | FRA 1   | ITA 1   | CAT 1   | NED 1  | GER 1   | IND 1  | CZE 4   | GBR 1   | RSM 15  | ARA 13  | JPN 2   | AUS Ret | MAL 1   | VAL 1 |         | 1   | 362    |
| 2015 | MotoGP | Honda       | QAT 5   | AME 1   | ARG Ret | SPA 2   | FRA 4   | ITA Ret | CAT Ret | NED 2  | GER 1   | IND 1  | CZE 2   | GBR Ret | RSM 1   | ARA Ret | JPN 4   | AUS 1   | MAL Ret | VAL 2 |         | 3   | 242    |
| 2016 | MotoGP | Honda       | QAT 3   | ARG 1   | AME 1   | SPA 3   | FRA 13  | ITA 2   | CAT 2   | NED 2  | GER 1   | AUT 5  | CZE 3   | GBR 4   | RSM 4   | ARA 1   | JPN 1   | AUS Ret | MAL 11  | VAL 2 |         | 1   | 298    |
| 2017 | MotoGP | Honda       | QAT 4   | ARG Ret | AME 1   | SPA 2   | FRA Ret | ITA 6   | CAT 2   | NED 3  | GER 1   | CZE 1  | AUT 2   | GBR Ret | RSM 1   | ARA 1   | JPN 2   | AUS 1   | MAL 4   | VAL 3 |         | 1   | 298    |
| 2018 | MotoGP | Honda       | QAT 2   | ARG 18  | AME 1   | SPA 1   | FRA 1   | ITA 16  | CAT 2   | NED 1  | GER 1   | CZE 3  | AUT 2   | GBR C   | RSM 2   | ARA 1   | THA 1   | JPN 1   | AUS Ret | MAL 1 | VAL Ret | 1   | 321    |
| 2019 | MotoGP | Honda       | QAT 2   | ARG 1   | AME     | SPA     | FRA     | ITA     | CAT     | NED    | GER     | CZE    | AUT     | GBR     | RSM     | ARA     | THA     | JPN     | AUS     | MAL   | VAL     | 1*  | 45*    |

* Sezon încă în curs de desfășurare.

### Clase
| Clasă  | Sezoane      | Prima cursă     | Primul podium       | Prima cursă câștigată | Curse | Câștigate | Podiumuri | Poles | Tururi rapide | Puncte | CMo |
| ------ | ------------ | --------------- | ------------------- | --------------------- | ----- | --------- | --------- | ----- | ------------- | ------ | --- |
| 125 cc | 2008–2010    | 2008 Portugalia | 2008 Marea Britanie | 2010 Italia           | 46    | 10        | 14        | 14    | 9             | 467    | 1   |
| Moto2  | 2011–2012    | 2011 Qatar      | 2011 Franța         | 2011 Franța           | 32    | 16        | 25        | 14    | 7             | 579    | 1   |
| MotoGP | 2013–        | 2013 Qatar      | 2013 Qatar          | 2013 America          | 110   | 45        | 79        | 53    | 45            | 1900   | 5   |
| Total  | 2008–Prezent |                 |                     |                       | 188   | 71        | 118       | 81    | 61            | 2946   | 7   |

## Recorduri
- Cele mai multe podiumuri la clasa Moto2: 25
- Cele mai multe podiumuri într-un singur sezon la clasa Moto2: 14
- Cele mai multe victorii la clasa Moto2: 16[113]
- Cele mai multe victorii într-un singur sezon la clasa Moto2: 9
- Cele mai multe pole position-uri într-un sezon al Campionatului Mondial 125cc: 12
- Cele mai multe curse câștigate într-un singur sezon la Prima Clasa: 13
- Cele mai multe tururi rapide în MotoGP: 12 (în comun cu Valentino Rossi)
- Cel mai tânăr călăreț din istoria motociclismului mondial care a obținut 50 de victorii: 22 de ani, 243 zile[114]
- Cele mai multe victorii consecutive la clasa mare, MotoGP: 5 la vârsta de 21 de ani, 90 zile
- Cele mai multe victorii consecutive la clasa mare, MotoGP: 6 la vârsta de 21 de ani, 104 zile
- Cele mai multe victorii consecutive la clasa mare, MotoGP: 7 la vârsta de 21 de ani, 118 zile
- Cele mai multe victorii consecutive la clasa mare, MotoGP: 8 la vârsta de 21 de ani, 131 zile
- Cele mai multe victorii consecutive la clasa mare, MotoGP: 9 la vârsta de 21 de ani, 146 zile
- Cele mai multe victorii consecutive la clasa mare, MotoGP: 10 la vârsta de 21 de ani, 174 zile[115]
- Cele mai multe puncte câștigate în primele 10 curse ale sezonului din clasa mare (MotoGP): 250[116]
- Cele mai multe victorii consecutive pe Circuitul Sachsenring: 7[117]
- Cele mai multe victorii consecutive pe Circuitul Sachsenring: 8[118]
- Cele mai multe victorii consecutive pe Circuitul Indianapolis: 5[119]
- Cele mai multe victorii pe Circuitul Americii: 3[120]
- Cele mai multe victorii pe Circuitul Americii: 4[121]
- Cele mai multe victorii pe Circuitul Americii: 5[122]
- Cele mai multe victorii pe Circuitul Americii: 6[123]
- Cele mai multe plecări din pole position pe Circuitul Americii: 5
- Cele mai multe pole position consecutive pe Circuitul Sachsenring: 7[124]
- Cele mai multe pole position consecutive pe Circuitul Sachsenring: 8[125]
- Cele mai multe pole position din istoria motociclismului vreodată: 66[126]
- Cel mai tânăr campion mondial din istorie la MotoGP în 2013[127]
- Cel mai tânăr dublu campion mondial din istorie, la MotoGP[128]
- Cel mai tânăr concurent care a obținut 3 titluri din Campionatul Mondial la Prima Clasă (MotoGP 23 de ani și 242 de zile)[129]
- Cel mai tânăr concurent care a obținut 4 titluri din Campionatul Mondial la Prima Clasă [130]
- Cel mai tânăr cvintuplu campion mondial, record pe care i l-a luat lui Valentino Rossi și l-a coborât cu aproape un an, până la vârsta de 23 ani și 242 zile[131]